# Liste der Kulturdenkmale in der Neundorfer Vorstadt (Plauen)

Lage des Stadtteils Neundorfer Vorstadt in Plauen

In der Liste der Kulturdenkmale in der Neundorfer Vorstadt sind die Kulturdenkmale des Plauener Stadtteils Neundorfer Vorstadt verzeichnet, die bis September 2024 vom Landesamt für Denkmalpflege Sachsen erfasst wurden (ohne archäologische Kulturdenkmale). Die Anmerkungen sind zu beachten.
Diese Aufzählung ist eine Teilmenge der Liste der Kulturdenkmale in Plauen.

## Liste der Kulturdenkmale in der Neundorfer Vorstadt
| Bild                                    | Bezeichnung | Lage                                      | Datierung                      | Beschreibung | ID       |
| --------------------------------------- | --- | ----------------------------------------- | ------------------------------ | --- | -------- |
|                                         | Mietshaus in halboffener Bebauung | Alfred-Schlagk-Straße 16 (Karte)          | Um 1905                        | Putzbau der Stadterweiterung, bereits mit Einflüssen des Reformstils, von baugeschichtlicher Bedeutung. Viergeschossiger Putzbau auf hohem Sockel aus Theumaer Schiefer, darin rechts aus der Mitte gerückt der mit von Steinkugeln bekrönten Pilastern eingefasste Hauseingang, einflügelige Holztür mit Glaseinsatz, mit diagonal sich kreuzenden Sprossen, Erdgeschoss Rundbogenfenster, zwei Erker auf mächtigen geschweiften Kragkonsolen, einer mit Balkonen (durchbrochene Ziegelbrüstung), lösen die Symmetrie der Fassade auf, im zweiten Obergeschoss Fortsetzung mit flacherem halbrundem Erker annähernd mittig, ebenfalls in Ziegelbrüstung endend, dreiachsiger Dacherker, Volutengiebel mit Relief (ursprünglich dieses Putzstuckfeld mit Medaillon vermutlich mit Angabe der Bauzeit), einige Fenstergruppen durch Pilaster bzw. Lisenen zu Gruppen zusammengefasst, hohes Mansarddach. | 09247802 |
|                                         | Wohnhaus in offener Bebauung | Am Mühlgraben 2 (Karte)                   | 1925                           | Villenartiger Teil einer gleichgestalteten Gebäudegruppe mit Einflüssen des Heimat- und Landhausstils, u. a. baugeschichtliche Bedeutung. Zweigeschossig, annähernd quadratischer Grundriss, Walmdach mit zentraler Satteldachgaupe, Hauseingang mit Freitreppe, Erdgeschoss auf hohem Sockelgeschoss Ziegelmauerwerk verputzt, Obergeschoss (mit Balkon) verkleidet durch Holzschindeln, Fensterläden. | 09246594 |
|                                         | Wohnhaus in offener Bebauung | Am Mühlgraben 4 (Karte)                   | 1926                           | Villenartiger Teil einer gleichgestalteten Gebäudegruppe, u. a. baugeschichtliche Bedeutung. Zweigeschossig, annähernd quadratischer Grundriss, Erdgeschoss verputzt, Gurtgesims trennt optisch die Geschosse, im Obergeschoss verkleidet durch Holzschindeln, Mansardwalmdach mit schönen Ausbauten, Balkon in Mitte des Obergeschosses, darunter Hauseingang mit Freitreppe. | 09246595 |
|                                         | Wohnhaus in offener Bebauung | Am Mühlgraben 6 (Karte)                   | 1925                           | Villenartiger Teil einer gleichgestalteten Gebäudegruppe, u. a. baugeschichtliche Bedeutung. Zweigeschossig, auf annähernd quadratischem Grundriss, Erdgeschoss Ziegelmauerwerk verputzt, darauf mit Holzschindeln verkleidetes Obergeschoss mit zentralem Balkon, Fensterläden, Walmdach mit schönem Gaupenausbau, Hauseingang mit Freitreppe. | 09246596 |
| Direkt Bild zu diesem Denkmal hochladen | Drei Portale | Am Mühlgraben 12 (Karte)                  | Um 1800                        | Portalgewände aus Granit, ursprünglich zu Fabrikgebäude aus dem frühen 19. Jahrhundert gehörend, ortsgeschichtlich von Bedeutung. Vermutlich ehemals zur Fabrik von Johann Gottlieb Heynig gehörend, dann zu Fabrik von Robert Zöbisch (1884). | 09246515 |
|                                         | Villa | Antonstraße 1 (Karte)                     | 1896                           | Historistische Fassadengestaltung, Neorenaissance, u. a. baugeschichtliche Bedeutung. Zweigeschossiger hellroter Klinkerbau auf annähernd quadratischem Grundriss, Fassade akzentuiert durch gestaffelte Risalite, darin zentral große Fenster (Erdgeschoss Wintergarten), die flankierenden Achsen mit aufwendiger Putzgestaltung (Fensterverdachungen bogig im Erdgeschoss, mit Dreiecksgiebeln im Obergeschoss, Ornamentfelder), die Kanten verziert mit schwarzglasierten Klinkern, profiliertes Traufgesims mit leicht überstehendem Dach, darin zentraler geschweifter Giebel, flankiert von kleinen stehenden Gaupen, zweigeschossige Holzveranda, im Treppenhaus originaler Leuchter. | 09245800 |
|                                         | Mietshaus in Ecklage in geschlossener Bebauung | Antonstraße 11 (Karte)                    | 1904                           | Bildprägender Späthistorismus der Stadterweiterung, mit reicher Jugendstilverzierung, baugeschichtlich von Bedeutung. Dreigeschossiger Putzbau auf zum Teil hohem, das Gefälle ausgleichendem Sockel, darin Souterrainfenster und rechts die bogige, ins Erdgeschoss hineinragende Haustür mit querovalem Oberlicht, das Erdgeschoss wird durch breites Gurtgesims von den beiden Obergeschossen optisch abgetrennt und kulminiert in kleinem Balkon in der einachsigen Eckabschrägung, diese in den Obergeschossen mit größeren Fenstern und bekrönendem Türmchen akzentuiert, mehrachsige Dachausbauten, links polygonaler dreigeschossiger Erker, der Bau ist reich verziert durch Putzbearbeitung (Scharrur) sowie mit Jugendstilelementen (Kartuschen, Köpfe, Reliefs mit Tanzenden, Musizierenden, Girlanden, abstrakte Formen etc.). | 09245817 |
|                                         | Mietshaus in geschlossener Bebauung | Antonstraße 15 (Karte)                    | 1904                           | Qualitätvolle historistische Fassade mit Jugendstilelementen, baugeschichtliche Bedeutung. Dreigeschossiger gelber Klinkerbau mit hohem, das Gefälle ausgleichendem Sockel (Souterrainfenster), mit großen Putz-Stuck-Flächen, hoher seitlicher Eingang mit bogigem Oberlicht, Erdgeschoss mit Putzrustika und Bogenfenstern, die Obergeschosse über kräftigem Gurtgesims, mit akzentuiertem zweiachsigen Mittelrisalit mit aufwendiger Putzgestaltung und bekrönt durch Putz-Dachhäuschen mit Eckrustika, der gelbe Klinker der Seitenachsen wirkt lisenenartig, vier kleine stehende Gaupen, Jugendstilornamentik vor allem in Form von Köpfen mit kannelierten Pilastern und Köpfchen. Innen: Wandmalereien Jugendstil und ursprüngliche Kachelöfen mit polychromen figürlichen Reliefs. | 09245816 |
|                                         | Mietshaus in geschlossener Bebauung | Antonstraße 23 (Karte)                    | 1887                           | Historisierende Fassade der Stadterweiterung, baugeschichtliche Bedeutung. Putzfassade, dreigeschossig, vier Achsen, Putzquaderung im Erdgeschoss, originale seitliche zweiflügelige Haustür, die Obergeschosse durch profiliertes Gurtgesims optisch abgetrennt, sparsame Ornamentik (Fensterkonsolen und- verdachungen), vier kleine stehende Gaupen. | 09245815 |
|                                         | Mietshaus in geschlossener Bebauung | Antonstraße 25 (Karte)                    | 1887                           | Historisierende Fassade der Stadterweiterung, baugeschichtliche Bedeutung. Dreigeschossiger massiver Putzbau mit fünf Achsen, auf porphyrfarbenem Sockel, seitlicher segmentbogiger Eingang, Erdgeschoss mit aufwendiger Putznutung, Segmentbogenfenster, Gurtgesimse trennen die Geschosse optisch ab, die Obergeschosse mit Glattputz, im ersten Obergeschoss mit abwechselnd geraden und Dreieck-Fensterverdachungen, profiliertes Traufgesims, fünf kleine stehende Gaupen. | 09245814 |
|                                         | Mietshaus in geschlossener Bebauung | Antonstraße 27 (Karte)                    | 1889                           | Vergleichsweise aufwendig verzierte historisierende Fassade, baugeschichtliche Relevanz. Dreigeschossige und vierachsige Putzfassade, Erdgeschoss mit seitlichem Eingang mit flacher Putznutung, die Fenster mit Schlusssteinen, profilierte Gurtgesimse trennen die Geschosse optisch, im ersten Obergeschoss aufwendige Putz-Stuck-Verzierungen (Konsolfelder und halbkreisförmige florale Fensterbekrönungen), große Gaupen nicht original. | 09245813 |
|                                         | Mietshaus in jetzt halboffener Bebauung | Antonstraße 35 (Karte)                    | 1903                           | Eklektischer Späthistorismus, baugeschichtlich von Bedeutung. Dreigeschossiger Putz-Klinker-Bau mit Dachausbauten (Zierfachwerk, z. B. Andreaskreuze) als viertes Geschoss, Rundbogenfenster erzeugen Eindruck von Neuromanik, Erdgeschoss roter Klinker, dieser Stein auch verwendet bei aller weiteren Ornamentik (Fensterbekrönungen, Bogenfriese im Traufbereich) und bei zentralem zweigeschossigem Flacherker (auf Konsolen über dem Erdgeschoss ansetzend und überfangen von Fachwerk-Dachhäuschen), die seitlichen Achsen (links Kuppelfenster) im Glattputzbereich, Haustür entstellend verändert. | 09245812 |
|                                         | Mietshaus in geschlossener Bebauung | Antonstraße 36 (Karte)                    | 1911                           | Architektonisch interessante Fassade mit Reformstileinflüssen, baugeschichtliche Bedeutung. Viergeschossiger Putzbau mit zweiachsigem Rechteckerker vor dem zweiten und dritten Obergeschoss, der die Symmetrie der Fassade auflöst, in Balkon endet und hinterfangen wird von seitlichem Dachausbau (als halbes fünftes Obergeschoss) mit Walmdach, Eingang als griechischer Portikus seitlich, Haustür verändert, ebenso das Wand-Öffnungs-Verhältnis im Erdgeschoss, sparsame Putz-Stuck-Ornamentik (Medaillons), die Betonung liegt in der architektonischen Linie. | 09245869 |
|                                         | Mietshaus in geschlossener Bebauung | Antonstraße 38 (Karte)                    | 1908                           | Zeugnis der Stadterweiterung vor dem Ersten Weltkrieg, baugeschichtliche Bedeutung. Viergeschossiger und fünfachsiger gelber Klinkerbau mit zweiachsigem seitlichen Dachhaus, Erdgeschoss Rundbogenfenster, die sonstigen gerade verdacht, die Fassade recht eben, nur im dritten und vierten Obergeschoss sehr flache Pilaster, prägende Relieffelder mit noch jugendstiliger Ornamentik besonders in der oberen Hälfte und beim zentralen Fenster des ersten Obergeschosses, dieses als einziges mit vorspringender geschwungener Verdachung und Säulchenrahmung, seitlicher Eingang mit haubenförmiger Bekrönung, originale Haustür, die Ornamentik wirkt durch zu helle Einfärbung ziemlich appliziert. | 09245868 |
|                                         | Mietshaus in geschlossener Bebauung | Antonstraße 40 (Karte)                    | 1906                           | Ausgewogene, von Jugendstil und Neobarock geprägte Fassade, baugeschichtliche Bedeutung. Der viergeschossige Bau mit weiß glasierter Ziegelfassade und zentralem Mittelrisalit mit dominantem Schweifgiebel sowie mit Kolossalpilastern wird durch die neu installierten Balkone verklärt, Putz-Stuck-Rahmungen der Fenster (Bekrönungen und Konsolfelder), teils ornamental, auch mit Girlanden, im zentralen Giebel Ochsenauge, zwei flankierende rundbogige Gaupen. | 09245867 |
|                                         | Mietshaus in geschlossener Bebauung | Antonstraße 42 (Karte)                    | 1911                           | Einflüsse des Reformstils, baugeschichtliche Bedeutung. Viergeschossiger massiver Putzbau, Erdgeschoss mit Durchfahrt rechts wird von den Obergeschossen optisch durch profiliertes Gurtgesims getrennt, drittes Obergeschoss wieder über Gurtgesims, zentraler dreigeschossiger Erker mit seitlichen Balkonen setzt schon im Erdgeschoss an, hebt die Symmetrie auf und akzentuiert die Fassade, Dachausbau nicht original, dezenter Bauschmuck durch Putzgliederung und zarte Stuckbänder im dritten Obergeschoss, dazu einige Ornamentkartuschen. | 09245866 |
|                                         | Mietshaus in geschlossener Bebauung | Antonstraße 43 (Karte)                    | 1906                           | Bereits mit Einflüssen des Reformstils, baugeschichtliche Bedeutung. Viergeschossiger gelber Klinkerbau (ursprünglich weiß glasierte Ziegel) mit heute gleichfarbigen Putz-Stuck-Elementen (Ornamentfelder, Fensterrahmungen), der rechts aus der Mittelachse gerückte zweigeschossige rechteckige Erker setzt über dem Erdgeschoss an und endet mit Balkon, hinterfangen ist er von einem Schweifgiebel (heute Putz, weil anders nicht zu reparieren), der links bis ins zweite Obergeschoss herunterreicht und so die elegante Asymmetrie der Fassade bewirkt, was zusätzlich durch den halbrunden hölzernen Dachausbau linksseitig unterstützt wird, Erdgeschoss mit rundbogigen Öffnungen, Haustür seitlich. | 09245870 |
|                                         | Mietshaus in geschlossener Bebauung | Antonstraße 44 (Karte)                    | 1904                           | Historisierende Fassade mit neobarocken und jugendstiligen Elementen, baugeschichtlich von Bedeutung. Dreigeschossiger Putzbau mit fünf Achsen, die mittlere durch einen Rechteckerker definiert, der über dem Erdgeschoss mittels zweier Greifskulpturen als Konsolen ansetzt und mit geschweiftem Giebel bekrönt ist, die linke Haushälfte bekrönt von ähnlich geformtem, aber größerem Dachgiebel, so dass die Symmetrie aufgehoben wird, Erdgeschoss mit Eingang links, die Obergeschosse von profiliertem Gurtgesims optisch abgetrennt, zum Teil aufwendige, zumeist vom Jugendstil beeinflusste Putz-Stuck-Ornamentik, vor allem in den Giebelbereichen. | 09245865 |
|                                         | Mietshaus in geschlossener Bebauung | Antonstraße 45 (Karte)                    | 1906                           | Fassade von späthistoristischer Vielfalt, baugeschichtliche Relevanz. Viergeschossige Fassade aus hell glasiertem Klinker sowie Putz (Erker, drittes Obergeschoss), hohes Erdgeschoss mit seitlicher Einfahrt, Rundbogenfenster (eines breiter und dreigeteilt), über schmalem Gurtgesims drei Geschosse mit variierendem Wand-Öffnungs-Verhältnis, rechts aus der Mitte gerückter, mit breiten Konsolen im ersten Obergeschoss anlaufender, zweigeschossiger Rechteckerker, dessen oberer Teil verschiefert, hier und in der gesamten rechten Fassadenhälfte Schieferverkleidung, so dass das Dach hier herunter gezogen und mansardartig wirkt, auf der linken Seite hier weiterhin Putzsichtigkeit, dafür über den beiden linken Achsen dominanter verschieferter Volutengiebel, über den Fenstern des ersten Obergeschosses Stuckbekrönungen. | 09245871 |
|                                         | Mietshaus in geschlossener Bebauung | Antonstraße 46 (Karte)                    | 1905                           | Mit Reform-bzw. Heimatstilelementen, baugeschichtliche Relevanz. Viergeschossiger, fünfachsiger Putzbau, die drei mittleren Achsen ab dem ersten Obergeschoss zu flachem Risalit zusammengefasst, der im dritten Obergeschoss und dem darüber befindlichen Dreiecks-Dachgiebel durch Zierfachwerk gekennzeichnet ist, Fassade ansonsten etwas geglättet, rundbogiger breiter Eingang links, darüber Stuckkartusche (weitere im Mittelrisalit). | 09245864 |
|                                         | Mietshaus in geschlossener Bebauung | Antonstraße 47 (Karte)                    | 1903                           | Vielgestaltige Fassade mit Neorenaissance- und Jugendstilelementen, baugeschichtliche Bedeutung. Dreigeschossiger Putz-Klinker-Bau auf hohem Sockel (darin Öffnungen mit Vorhangbögen), Sockel und Hochparterre Putzgestaltung, rechts der Eingang über beide Partien, mit großem Oberlicht und mit tempelartiger Dreiecksbekrönung, das erste Obergeschoss und der über zwei Achsen gehende Seitenrisalit mit Thermenfenster im Dachbereich und aufwendiger Giebelbekrönung in rotem Klinker, vier Achsen des zweiten Obergeschosses dagegen in Putzgestaltung und mit pittoresker polygonaler Auslucht, im Erdgeschoss Köpfe über den Schlusssteinen der Öffnungen, weitere Köpfe im Trauf- und Giebelbereich, Stuck-Ornamentfelder (Florales, Girlanden). | 09245872 |
|                                         | Mietshaus in annähernd halboffener Bebauung | Antonstraße 48 (Karte)                    | 1908                           | Reformstilfassade, baugeschichtliche Relevanz. Viergeschossiger Putzbau mit zentral bekrönendem dreiachsigen Dachgiebel, Eingang rechts, die Fassade akzentuiert durch halbrunden Erker über zwei Geschosse (obere Hälfte in Holz), Wandgliederung durch dezent platzierte Putz-Stuck-Elemente wie Lisenen, Kartuschen, Ornamentfelder, Eingang linksseitig. | 09245863 |
|                                         | Mietshaus in geschlossener Bebauung | Antonstraße 49 (Karte)                    | 1904                           | Historisierende Fassade der Stadterweiterung, baugeschichtlich von Bedeutung. Viergeschossiger roter Klinkerbau mit großen Putzflächen, Erdgeschoss Putznutung und Segmentbogenöffnungen, großer Eingang rechts, erstes und zweites Obergeschoss Klinkerfassade mit Putz-Stuck-Verzierungen (Fensterrahmungen und -bekrönungen, Zierfelder mit floraler Ornamentik, Kartuschen, Zahnschnitt), links zweiachsiger Seitenrisalit durch zusätzliches Dachgeschoss mit Thermenfenster, bekrönt mit Neorenaissance-Schweifgiebel, rechts Fassaden-Auflockerung durch polygonalen Erker im zweiten und dritten Obergeschoss, das dritte Obergeschoss außerhalb des Risalits wieder mit Putzfassade. | 09245873 |
|                                         | Mietshaus in geschlossener Bebauung | Antonstraße 51 (Karte)                    | 1904                           | Mit Laden, historisierende Fassade, von baugeschichtlicher Bedeutung. Viergeschossige Putzfassade mit zweiachsigem, seitlichem Risalit mit Thermenfenster und links der Mitte polygonaler Erker (spiegelt die Architektur des Nachbargebäudes Nummer 53, mit zeittypischem Fassadendekor wie an Nachbarhäusern, gleicher Baumeister), Haustür aufwendig gerahmt und geschweifte Verdachung, figurale Verzierungen im Erdgeschoss über Fenstern und Putzquaderung, Laden aus Entstehungszeit. | 09245874 |
|                                         | Mietshaus in geschlossener Bebauung | Antonstraße 53 (Karte)                    | 1904                           | Späte historisierende Fassade (fast identisch mit Nummer 49 und wie die ganze Häusergruppe Teil eines einheitlich geplanten Straßenzuges), baugeschichtliche Bedeutung. Viergeschossiger roter Klinkerbau, mit um ein Geschoss höheren, giebelbekrönten zweiachsigen Seitenrisalit, rechts im zweiten und dritten Obergeschoss polygonaler Erker, das Gebäude in Aufriss und Ornamentik fast identisch mit Nummer 49, auch der gleiche Architekt. | 09245875 |
|                                         | Mietshaus in ehemals geschlossener Bebauung und in Ecklage | Auguststraße 19 (Karte)                   | 1913                           | Mit Laden, sehr früher Vertreter sachlicher Formensprache, baugeschichtliche Bedeutung. Fünfgeschossiger massiver Putzbau, mit stark gliedernden dreigeschossigen, gerade verdachten Rechteckerkern, die über dem Erdgeschoss ansetzen und dem Haus einen kubischen Charakter verleihen, zeittypische Ornamentik u. a. Putti, Fruchtkörbe, Girlanden, kannelierte Pilaster am Eingangsbereich, originale Haustür, kleine stehende Dachgaupen, Fenster und Farbgebung verändert. | 09245802 |
| Weitere Bilder                          | Schule (Diesterweg-Gymnasium, ehemalige Höhere Mädchenschule, ehemalige Höhere Bürgerschule)                                                                        | Diesterwegstraße 3 (Karte)                | 1909–1911                      | Als Höhere Mädchenschule und Höhere Bürgerschule gebauter Schulkomplex von baugeschichtlicher, ortsgeschichtlicher, sozialgeschichtlicher und städtebaulicher Bedeutung. Den Straßenzug begleitender dreigeschossiger Putzbau mit ausgebautem Dachgeschoss. Hoher Natursteinsockel, kräftiges Gurtgesims zwischen Erdgeschoss und erstem Obergeschoss, im Erdgeschoss Rundbogenfenster, teils gekoppelt, ansonsten Rechteckfenster, teilweise auch breite Segmentbogenfenster (im Bereich der Pausenräume im Haupttreppenhaus). Das Gebäude wird durch Vor- und Rücksprünge gegliedert, so dass es sich gut in die kleinteiligere Mietshausbebauung des Straßenzuges einfügt. Abgeschlossen wird es durch hohe Walmdächer, Krüppelwalmdächer sowie geschweifte Mansarddächer. An der Straßenecke befindet sich im ersten Obergeschoss ein eingeschossiger Erker auf halbkreisförmigem Grundriss (vermutlich zum Direktorenzimmer gehörend). Die Hofseite mit mehreren Zugängen ist ähnlich gestaltet wie die Straßenfassaden. Im Inneren erschließen zwei Treppenhäuser, eine zweiläufige und eine dreiläufige Treppe, das Gebäude. Zwei kleine Wasserbecken blieben im Bereich der Flure erhalten. Ansonsten wurden die Zimmertüren und die Farbgebung verändert. Die Raumstruktur blieb erhalten. Durch die einseitige Anordnung der Klassenräume konnten auch die Gänge Fenster erhalten. Klassenräume und Flurbereiche sind ausgezeichnet belichtet und in ihren Proportionen der Zahl der Schüler gut angepasst. Noch heute beeindruckt die Schule durch die Großzügigkeit der Anlage, ihre Funktionalität und optimale Belichtung. | 09304144 |
|                                         | Mietshaus in geschlossener Bebauung | Diesterwegstraße 4 (Karte)                | 1907                           | Einfache historisierende Fassade, baugeschichtliche Relevanz. Viergeschossiger gelber Klinkerbau mit putzgenutetem Erdgeschoss, rundbogiger seitlicher Eingang, originale Haustür, die Fenster im ersten und zweiten Obergeschoss durch Putz-Stuck-Rahmung zusammengefasst, Fensterbrüstungen mit einfachen Verzierungen, Akzent durch geputzten Seitenrisalit mit übergiebeltem Dachausbau, Fassade insgesamt vereinfacht. | 09246248 |
|                                         | Mietshaus in geschlossener Bebauung | Diesterwegstraße 6 (Karte)                | 1906                           | Historisierende Fassade der Stadterweiterung, baugeschichtliche Bedeutung. Viergeschossiger, siebenachsiger Putzbau mit konventionaller regelmäßiger Fassade, starke horizontale Betonung, Erdgeschoss und drittes Obergeschoss durch Gurtgesimse optisch deutlich abgetrennt, zwischen erstem und zweitem Obergeschoss leisten dieses Fensterbekrönungen, appliziertes florales Stuckornament, zentraler und dominanter dreiachsiger Dachausbau mit Segmentbogenabschluss, Eingang mit Säulen flankiert, die Dreiecksgiebel stützen. | 09246249 |
|                                         | Mietshaus in geschlossener Bebauung | Diesterwegstraße 8 (Karte)                | 1907                           | Trotz Aufgabe der Symmetrie noch historisierende Fassade, Bestandteil eines gleichartigen geschlossenen Straßenzuges, baugeschichtlich von Bedeutung. Viergeschossiger Putzbau auf hohem Sockel, darin etwas aus der Mitte gerückter Eingang, die zwei linken Achsen zu einem oben verspringenden Risalit geformt und mit schmaleren Fensteröffnungen, dafür überfangen mit einer Art Sprenggiebel inkl. aufgemalter Sonnenuhr, die anderen vier Achsen in regelmäßiger Reihung und durch Gurtgesims optisch vom Erdgeschoss getrennt. | 09246250 |
|                                         | Mietshaus in geschlossener Bebauung | Diesterwegstraße 10 (Karte)               | 1907                           | Historisierende Fassade, Bestandteil eines auf Gesamtwirkung konzipierten Straßenzuges, baugeschichtlich von Bedeutung, siehe Nummer 8 und 12 | 09246251 |
|                                         | Mietshaus in geschlossener Bebauung | Diesterwegstraße 12 (Karte)               | 1911                           | Übergang vom historisierenden zum Reformstil, Teil des auf Gesamtwirkung konzipierten Straßenzuges, baugeschichtliche Relevanz. Viergeschossiger und achtachsiger Putzbau mit genutetem Erdgeschoss und hohem Sockel, darin zentraler, von geschwungenem Giebel bekrönter Eingang, die vier mittleren Achsen durch abgehobene Putzgestaltung und Engerstellung der Öffnungen zusammengefasst und durch stilisierten Schweifgiebel im Dachbereich bekrönt, durch Wärmedämmung etwas reduzierte Fassade. | 09246252 |
|                                         | Mietshaus in geschlossener Bebauung | Diesterwegstraße 14 (Karte)               | 1910                           | Gestalterisch qualitätvolles Gebäude von baugeschichtlicher Bedeutung. Putzbau mit vier Vollgeschossen und hohem Sockelbereich, darin zentraler, von Schweifgiebel überfangener Eingang (weitere Tür links), acht Achsen verschiedener Fenstergrößen und -abstände, zentrale Betonung durch im oberen Erdgeschoss ansetzenden zweigeschossigen flachen Erker mit recht flacher Verdachung, im Dachbereich darüber vierachsiges Dachhaus mit geschweiftem Giebel, im Türgiebel, im Erker und in der Wand einige Putz-Stuck-Ornamentfelder, teils floral, teils mit Grotesken. | 09246253 |
|                                         | Mietshaus in halboffener Bebauung | Dittesstraße 32 (Karte)                   | Um 1905                        | Historisierende Fassade der Stadterweiterung, von baugeschichtlicher Bedeutung. Viergeschossiger Putzbau mit fünf Achsen, Erdgeschoss Hauseingang seitlich, Putznutung, von den Obergeschossen durch Gurtgesims optisch getrennt, erstes und zweites Obergeschoss durch Lisenen und flache Bogenbekrönung kräftig zusammengefasst, in der Dachzone zentrale Volutengaupe, flankiert von zwei stehenden Gaupen, im Bereich der beiden Hauptgeschosse florale Putz-Stuck-Verzierungen, im Inneren zweiläufige Treppe mit Terrazzostufen und originalem Treppengeländer, im Erdgeschoss ein Kachelofen Art Deco (grün), Wohnungstüren mit Jugendstilbeschlägen und Glaseinsätzen, Zimmertüren nur teilweise erhalten. | 09247712 |
|                                         | Mietshaus in geschlossener Bebauung, ursprünglich Kochschule im Erdgeschoss (zur Dittesschule gehörend)                                                             | Dittesstraße 33 (Karte)                   | 1924                           | Architektonisch qualitätvoller Putzbau in zeittypischer Bauweise und gutem Originalzustand. Viergeschossiger Putzbau, lisenengerahmter einachsiger Mittelrisalit mit Dreiecksbekrönung, charakteristische Gestaltungsmerkmale 1920er Jahre, Erker über zwei Geschosse auf Strebepfeiler, Fries am Gesims, im Zusammenhang mit Dittesschule erbaut, in Erdgeschoss Räume ursprünglich Kochschule, über Tür Fries mit Akanthusblatt. | 09246255 |
|                                         | Mietshaus in Ecklage in geschlossener Bebauung | Dittesstraße 34 (Karte)                   | Um 1905/1910                   | Späthistoristischer Bau der Stadterweiterung mit Jugendstilelementen, baugeschichtliche Bedeutung. Viergeschossiger Putzbau von 5/5 Achsen, an den Ecken mit größeren, dreigeteilten Fenstern, ansonsten (bis auf Erdgeschoss) stehende Fenster mit gerader Verdachung, Auflockerung der Fassade durch einen zweigeschossigen Erker mit Balkon, im Dachbereich wiederum Eckbetonung durch geschweifte Gaupen, ansonsten 5+5 kleine stehende Gaupen, jugendstilige Putz-Stuck-Ornamentik als Fensterrahmung oder in Zierfeldern, ehemaliger Bäckerladen nicht mehr vorhanden. | 09246220 |
|                                         | Mietshaus in Ecklage, jetzt in halboffener Bebauung | Dittesstraße 37 (Karte)                   | 1905                           | Späthistoristische Fassade, baugeschichtliche und bildprägende Bedeutung. Viergeschossiger, jetzt heller Putzbau auf Sockel mit Putznutung, Eckbetonung durch eine schräg gestellte Achse und flankierende Dachausbauten in Form dominanter geschweifter Giebel, seitlicher Hauseingang, Haustür verändert, die Öffnungen im Erdgeschoss segmentbogig, darüber gerade verdacht, historistische Dekorationselemente in Form von Dreiecks-Fensterbekrönungen („Ädikulen“) an den Fassadenflanken. | 09246254 |
|                                         | Mietshaus in geschlossener Bebauung | Dittesstraße 38 (Karte)                   | 1902                           | Historisierender Putzbau der Stadterweiterung, baugeschichtliche Bedeutung. Viergeschossiger Putzbau mit betonter Längsmittelachse durch flachen dreigeschossigen Rechteckerker, der über dem Erdgeschoss ansetzt, von Kolossalpilastern gerahmt ist und mit profiliertem Gesims im Dachbereich endet, Erdgeschoss mit Rundbogenfenstern, seitlicher korbbogiger Eingang, Gurtgesimse trennen erstes und zweites Obergeschoss oben und unten jeweils optisch ab, darin und über den Obergeschoss-Fenstern florale Putz-Stuck-Ornamentfelder, stehende Dachgaupen. | 09246221 |
|                                         | Mietshaus in geschlossener Bebauung | Dittesstraße 40 (Karte)                   | Bezeichnet mit 1904            | Ornamental vergleichsweise aufwendige Fassade, Gebäude Bestandteil eines einheitlich errichteten Straßenzuges, baugeschichtliche Bedeutung. Viergeschossiger Putz-Klinker-Bau von fünf Achsen, Natursteinsockel, Fassade der der Nachbarhäuser sehr ähnlich, Erdgeschoss Putznutung, der Eingang etwas rechts aus der Mitte gerückt, darüber auf Löwenkonsolen dreigeschossiger flacher Putzerker auf Rechteckgrundriss, mit geschwungener Bekrönung im Traufbereich, rechts schräg dahinter aufwendiger bogenbekrönter Dacherker mit Zwillingsfenster, über dem das Erdgeschoss optisch abschließenden Gurtgesims zwei Obergeschosse mit rotem Klinker, das dritte Obergeschoss wieder mit Putzgestaltung, die Fenster der Seitenachsen gekuppelt, im ersten Obergeschoss geschweifte Stuck-Fensterbekrönungen, im zweiten Obergeschoss geometrischer, drittes Obergeschoss gekennzeichnet durch Lambrequins mit Köpfen, als Quasi-Kapitelle der Klinkerpilaster, Fensterbrüstungen und Bogenfelder mit figürlichen Verzierungen, Blendgiebel mit stilisiertem Sonnenmotiv und Jahreszahl versehen. | 09246222 |
|                                         | Mietshaus in geschlossener Bebauung | Dittesstraße 42 (Karte)                   | 1902                           | Mit vergleichsweise aufwendigem Fassadenornament, Bestandteil eines einheitlich errichteten Straßenzuges, baugeschichtliche Bedeutung. Viergeschossiger Putz-Klinker-Bau, in der Gestaltung dem der Nachbarhäuser sehr ähnlich, Viergeschossiger Putz-Klinker-Bau von 6 Achsen, Natursteinsockel, Erdgeschoss Putznutung, der Eingang rechts, mit neobarocker Bekrönung, etwas links aus der Mitte gerückt auf Kopfkonsolen dreigeschossiger flacher Putzerker auf Rechteckgrundriss, mit geschwungener Bekrönung im Traufbereich, darüber aufwendiger bogenbekrönter Dacherker, über dem das Erdgeschoss optisch abschließenden Gurtgesims zwei Obergeschosse mit rotem Klinker, das dritte Obergeschoss wieder mit Putzgestaltung, die Fenster der Seitenachsen gekuppelt, im ersten Obergeschoss geschweifte Stuck-Fensterbekrönungen, im zweiten Obergeschoss geometrischer, drittes Obergeschoss gekennzeichnet durch Lambrequins mit Köpfen, als Quasi-Kapitelle der Klinkerpilaster, Fensterbrüstungen und Bogenfelder mit figürlichen Verzierungen. | 09246223 |
|                                         | Mietshaus in geschlossener Bebauung | Dittesstraße 44 (Karte)                   | 1903                           | Mit vergleichsweise aufwendigem Fassadenornament, Bestandteil eines einheitlich errichteten Straßenzuges, baugeschichtliche Bedeutung. Viergeschossiger Putz-Klinker-Bau von fünf Achsen, Natursteinsockel, Fassade der der Nachbarhäuser sehr ähnlich, Erdgeschoss Putznutung, der Eingang etwas rechts aus der Mitte gerückt, darüber auf Löwenkonsolen dreigeschossiger flacher Putzerker auf Rechteckgrundriss, mit geschwungener Bekrönung im Traufbereich, rechts schräg dahinter aufwendiger bogenbekrönter Dacherker mit Zwillingsfenster, über dem das Erdgeschoss optisch abschließenden Gurtgesims zwei Obergeschosse mit rotem Klinker, das dritte Obergeschoss wieder mit Putzgestaltung, die Fenster der Seitenachsen gekuppelt, im ersten Obergeschoss geschweifte Stuck-Fensterbekrönungen, im zweiten Obergeschoss geometrischer, drittes Obergeschoss gekennzeichnet durch Lambrequins mit Köpfen, als Quasi-Kapitelle der Klinkerpilaster, Fensterbrüstungen und Bogenfelder mit figürlichen Verzierungen, Blendgiebel vereinfacht. | 09246224 |
|                                         | Mietshaus in geschlossener Bebauung | Dittesstraße 46 (Karte)                   | 1903                           | Mit vergleichsweise aufwendigem Fassadenornament, Bestandteil eines einheitlich errichteten Straßenzuges, baugeschichtliche Bedeutung. Viergeschossiger Putz-Klinker-Bau von fünf Achsen, Natursteinsockel, Fassade der der Nachbarhäuser sehr ähnlich, Erdgeschoss Putznutung, der Eingang rechts, mit originalem Türblatt und neobarocker Bekrönung, zentral auf Löwenkonsolen dreigeschossiger flacher Putzerker auf Rechteckgrundriss, mit geschwungener Bekrönung im Traufbereich, links schräg dahinter aufwendiger bogenbekrönter Dacherker mit Zwillingsfenster, über dem das Erdgeschoss optisch abschließenden Gurtgesims zwei Obergeschosse mit rotem Klinker, das dritte Obergeschoss wieder mit Putzgestaltung, die Fenster der Seitenachsen gekuppelt, im ersten Obergeschoss geschweifte Stuck-Fensterbekrönungen, im zweiten Obergeschoss geometrischer, drittes Obergeschoss gekennzeichnet durch Lambrequins mit Köpfen, als Quasi-Kapitelle der Klinkerpilaster, Fensterbrüstungen und Bogenfelder mit figürlichen Verzierungen, der Dachausbau mit Sonnenmotiv. | 09246225 |
|                                         | Mietshaus in geschlossener Bebauung | Dittesstraße 48 (Karte)                   | 1903                           | Historisierende Fassade, Bestandteil eines zeitgleich errichteten Straßenzuges, baugeschichtliche Bedeutung. Putzfassade, viergeschossig, Sockel vermutl. Schiefer, seitlicher Eingang gerahmt von kannelierten Pilastern und Gebälk, zweiflügeliges Haustürblatt mit Jugendstileinflüssen, die Fenster Erdgeschoss ansonsten bogig, die anderen gerade verdacht (Vorhangbögen), die zwei Obergeschosse oben und unten jeweils von Gurtgesimsen optisch abgegrenzt, die linke der fünf Achsen hervorgehoben durch Kuppelfenster und ornamentale Putz-Stuck-Felder und bekrönt durch spitzen Giebel im Dachbereich (mit Sonnenmotiv und Kuppelfenstern), das untere Gurtgesims unterbrochen durch dort ansetzenden eingeschossigen und einachsigen Rechteckerker. | 09246226 |
|                                         | Mietshaus in geschlossener Bebauung | Dittesstraße 50 (Karte)                   | 1903                           | Historisierende Fassade, Bestandteil eines zeitgleich errichteten Straßenzuges, baugeschichtliche Bedeutung. Viergeschossiger und sechsachsiger Glattputzbau, mit rechts aus der Mitte gerücktem Rechteckerker über zwei Geschosse, Gurtgesims trennt Erdgeschoss optisch ab, links der Mittelachse von Rundbogen bekrönter Eingang, im Dachbereich zentraler Giebel mit Kuppelfenstern, besonders am Erker und im Türbereich florale Putz-Stuck-Motive als Zierrat, Eingang betont durch volutenartige Kragsteine, Wappenschild. | 09246227 |
|                                         | Mietshaus in geschlossener Bebauung | Dittesstraße 52 (Karte)                   | 1903                           | Historisierende Fassade, Bestandteil eines zeitgleich errichteten Straßenzuges, baugeschichtlich von Bedeutung. Gleiche Gestaltung wie Nummer 48, Seitengestaltung aber spiegelverkehrt. Putzfassade, viergeschossig, Sockel vermutlich Schiefer, seitlicher Eingang gerahmt von kannelierten Pilastern und Gebälk, die Fenster Erdgeschoss ansonsten bogig, die anderen gerade verdacht (Vorhangbögen), die zwei Obergeschosse oben und unten jeweils von Gurtgesimsen optisch abgegrenzt, die rechte der fünf Achsen hervorgehoben durch Kuppelfenster und ornamentale Putz-Stuck-Felder und bekrönt durch spitzen Giebel im Dachbereich (mit Sonnenmotiv und Kuppelfenstern), das untere Gurtgesims unterbrochen durch dort ansetzenden eingeschossigen und einachsigen Rechteckerker. | 09246228 |
|                                         | Mietshaus in geschlossener Bebauung | Dittesstraße 53 (Karte)                   | 1901                           | Historisierend gestaltetes Bauwerk, Bestandteil eines zeitgleich errichteten Straßenzuges, baugeschichtliche Bedeutung. Viergeschossiger und fünfachsiger Klinker-Putz-Bau, Erdgeschoss mit Putzgestaltung und rundbogigen Öffnungen, über dem zentralen eingezogenen Eingang auf Kragsteinen zweigeschossiger geputzter Rechteckerker, in der Achse darüber im Dachbereich kleiner Dreiecksgiebel, links des Erkers im durch gelben Klinker definierten ersten und zweiten Obergeschoss kleine Balkons mit Vierpass-Balustraden, zahlreiche ornamentale Putz-Stuck-Elemente, vor allem im Traufbereich, die Fensterrahmen fein profilierter Gussstein, deren Bekrönungen Vorhangbögen etc., als Dekor weiterhin Wappen. | 09246229 |
|                                         | Mietshaus in geschlossener Bebauung | Dittesstraße 55 (Karte)                   | 1901                           | Historisierendes Bauwerk der Stadterweiterung, Bestandteil eines zeitgleich errichteten Straßenzuges, baugeschichtliche Relevanz. Viergeschossiger Putz-Klinker-Bau, heterogene Fassade in neobarock anmutender Vielfalt, Erdgeschoss mit Putzquaderung und segmentbogigen Fensteröffnungen, im linken Drittel der Fassade großes Regenbogen-Portal (mit Eierstab profilierte Rundbögen), darüber ansetzend dreigeschossiger polygonaler Putzerker, im Dachbereich überfangen von aufwendig bekröntem Dachhaus mit Kuppelfenstern, weiterer Erker auf der rechten Seite, aber zweigeschossig und kombiniert jeweils mit Balkon (Vierpass-Balustraden), die Fenster der drei Obergeschosse, hinterfangen von gelber Klinkerwand, großteils aufwendig mit floralem und heraldischem Putz-Stuck-Ornament bekrönt, im Dachbereich kleine stehende Gaupen und, wie bei den Nachbarhäusern, spitzbogiger Blendgiebel. | 09246230 |
|                                         | Mietshaus in geschlossener Bebauung | Dittesstraße 57 (Karte)                   | 1901                           | Gediegene historisierende Fassade, Bestandteil eines zeitgleich errichteten Straßenzuges, baugeschichtlich von Bedeutung. Viergeschossiger und 5achsiger Putz-Klinker-Bau, geputztes Erdgeschoss mit Segmentbogenöffnungen, Eingang links, darüber mittels Kragsteinen ansetzend zweigeschossiger einachsiger Putzerker auf Rechteckgrundriss, Obergeschoss-Bereich mit gelben Klinkern, stark profilierte Fensterrahmungen im ersten und zweiten Obergeschoss als Balkone (Vierpassbalustrade) mit ädikulenartiken Verdachungen, die auf der Höhe des Erkergebälks abschließen, aufwendige Putz-Stuck-Bekrönungen fast aller Fenster, Traufgesims zusätzlich durch Knaggen akzentuiert, in der Achse des Seitenerkers bekrönten Dachgiebel, vier kleine stehende Gaupen. Laden aus Entstehungszeit (Baugeschäft) existiert nicht mehr. | 09246231 |
|                                         | Mietshaus in Ecklage in geschlossener Bebauung | Dittesstraße 59 (Karte)                   | 1907                           | Bestandteil eines zeitgleich errichteten Straßenzuges, baugeschichtlich und bildprägend von Bedeutung. Viergeschossiger Putzbau, Eckbetonung durch eine schräg gestellte Achse, hier zusätzlicher Dachaufbau, flankiert in den Achsen daneben von Schweifgiebeln, Erdgeschoss Putznutung, zum Teil vergrößerte Fenster weisen auf Laden hin, erstes und zweites Obergeschoss oben und unten optisch abgegrenzt durch Gurtgesimse und hervorgehoben durch Lisenengliederung (Kannelur), vom Jugendstil beeinflusste Putz-Stuck-Ornamentfelder als Fensterkonsolen und -bekrönung (florale und geometrische Muster), das dritte Obergeschoss betont durch Blendbalustrade und im Traufbereich durch Köpfe (Merkur?), die Schweifgiebel im Dachbereich mit üppiger neobarocker Ornamentik, darin Löwenkopf. | 09246232 |
|                                         | Mietshaus in geschlossener Bebauung | Dittesstraße 67 (Karte)                   | Um 1905                        | Einfache historisierende Fassade, baugeschichtliche Relevanz. Fassade leicht verändert, flach reliefiert, viergeschossiger und 5achsiger Putzbau, die vierte Achse risalitartig betont durch vergrößerte Fenster (teils Kuppelfenster) und Stuck-Lisenenrahmung, darüber Dachhäuschen mit flachbogigem Abschluss, das Horizontale wird durch zwei Gurtgesimse betont. | 09246233 |
|                                         | Mietshaus in geschlossener Bebauung | Dittesstraße 69 (Karte)                   | 1908                           | Fassadendekoration im Übergang zu Reformstilformen, baugeschichtliche Bedeutung. Viergeschossiger Putzbau, Erdgeschoss durch Gurtgesims optisch von den Obergeschossen getrennt, rechts breiter Eingang, betont durch Putzbekrönung mit flachem Bogenabschluss, erst im zweiten Obergeschoss setzt links in der zweiten Achse ein polygonaler Erker an, der mit einem Dachhaus als drittem Geschoss endet, trotzdem ist die Fassade durch Kuppelfenster und Gurtgesimse horizontal betont. | 09246234 |
|                                         | Mietshaus in geschlossener Bebauung | Dittesstraße 71 (Karte)                   | 1907                           | Einfache, flach reliefierte Fassade, Stadterweiterungsbau, baugeschichtliche Bedeutung. Viergeschossiger Putzbau mit starker horizontaler Betonung durch Gesimse sowie einem Scheinerker, einem durch Pilaster hervorgehobenen Fassadenteil, welcher im Dachgeschoss durch einen Frontgiebel fortgesetzt wird. Die Dekorationen sind zeitgemäß, allerdings sehr zurückhaltend: Lisenen und lambrequinartige Ornamentik, das hohe Erdgeschoss mit bogigen Öffnungen, ansonsten gerade Verdachungen. | 09246235 |
|                                         | Mietshaus in Ecklage in geschlossener Bebauung, mit Laden | Dittrichplatz 2 (Karte)                   | 1897                           | Historisierendes Fassadendekor, von baugeschichtlicher und ortsentwicklungsgeschichtlicher Bedeutung. Auf stark putzrustiziertem Erdgeschoss (zum Teil Diamantschnitt) zwei Geschosse aus rotem Klinker, darauf ornamentale Putzapplikationen, Eckbetonung durch schräg gestellte Achse, diese erkerartig ausgebildet und über starkem Gebälk (Traufzone) mit Türmchen überhöht, jeweils flankiert von einachsigem Dachausbau, florales Ornament, einige Köpfe. | 09245913 |
|                                         | Ehemaliges Königlich-Sächsisches Lehrerseminar, danach Oberschule, heute Polizeigebäude, mit Resten der Einfriedung und ehemaliger Turnhalle                        | Freiheitsstraße 2 (Karte)                 | 1896                           | Repräsentativer Klinkerbau, teilweise zerstört während des Zweiten Weltkrieges, hoher städtebaulicher Wert, ortsgeschichtliche und baugeschichtliche Bedeutung. Große mehrflüglige Anlage mit Mittelrisalit (nach Kriegszerstörungen in den 1950er Jahren errichtet, ohne einstige Bekrönung, mit Einbezug des alten Säulen-Gebälk-Portals, Saalbereich durch Kolossalfenster markiert), die Altbauten dreigeschossige rote Klinkergebäude auf hohen Porphyrtuffsockeln, Erdgeschoss Bogenfenster, prägende Fenster mit Vorhangbögen im obersten Geschoss, Fassaden historistisch gegliedert durch übergiebelte Risalite (Renaissance-Treppengiebel), Traufzone mit Klinker-Bogenfriesen, Reste Einfriedung: schmiedeeiserner reich verzierter Zaun, Torpfeiler Klinker. | 09246260 |
|                                         | Mietshaus in geschlossener Bebauung | Freiheitsstraße 11 (Karte)                | Um 1905/1910                   | Späthistoristischer Fassadendekor, baugeschichtliche Relevanz. Viergeschossiger Putz-Klinker-Bau mit (durch Balkons auf geschwungenen Konsolen) wuchtigem zweiachsigem, segmentbogig übergiebelten Seitenrisalit, hier auch rechts der Eingang mit originale Haustür, Erdgeschoss mit Putznutung, optisch getrennt von den Obergeschossen durch kräftiges Gurtgesims mit Putzbändern, Horizontalbetonung durch weitere Gesimse (mit Putzbändern) zwischen zweitem und drittem Obergeschoss und an der Traufe, die Obergeschosse mit hellem Klinker, darauf breite Putzgestaltung (vor allem Fensterrahmung), Giebelbogen mit Kartusche. | 09246259 |
|                                         | Mietshaus in geschlossener Bebauung | Freiheitsstraße 14 (Karte)                | 1900                           | Historisierende Fassade der Stadterweiterung, mit aufgehobener Symmetrie, baugeschichtliche Bedeutung. Viergeschossiger roter Klinkerbau mit großflächigen Putzelementen (Rahmungen der Öffnungen, Erker, Balkon), Symmetrie aufgehoben durch dreigeschossigen Erker ab erstem Obergeschoss, im Dachbereich polygonal fortgesetzt, daneben großer Dacherker mit Zwillingsfenster, Erdgeschoss und drittes Obergeschoss mit Rundbogenöffnungen, der Eingang rechts mit Doppelbogen überformt, Haustür erhalten, zweite Achse rechts mit Balkons erstes und zweites Obergeschoss, florale Putz-Stuck-Applikationen. | 09246242 |
|                                         | Mietshaus in geschlossener Bebauung | Freiheitsstraße 15 (Karte)                | 1897                           | Qualitätvolle Historismusfassade, baugeschichtliche Bedeutung. Viergeschossiger Putzbau mit aufgehobener Symmetrie: zentraler, im ersten Obergeschoss ansetzender, zweigeschossiger Rechteckerker auf Kragsteinen nur rechts begleitet von Balkonen, großer bekrönter dreiachsiger Dachgiebel dafür links aus der Mitte gerückt, bogenbekrönter Eingang mit Oberlicht links, über Erdgeschoss und zweitem Obergeschoss jeweils Gurtgesims, drittes Obergeschoss mit Thermenfenster, Sockel durch Garageneinbauten verändert, Erdgeschoss mit Putznutungen, Fensterbrüstungen mit Flachreliefs u. a. Köpfchen. | 09246257 |
|                                         | Mietshaus in jetzt halboffener Bebauung | Freiheitsstraße 16 (Karte)                | 1901                           | Historisierende Fassade, baugeschichtliche Relevanz. Nach Renovierung in seiner Ornamentik leicht reduzierter, viergeschossiger roter Klinkerbau mit Putz-Stuck-Elementen (Fensterrahmungen, Erker, Gurt- und Traufgesims), in der mittleren der fünf Achsen im ersten Obergeschoss ansetzender dreigeschossiger polygonaler Erker, Erdgeschoss mit Rundbogenöffnungen, Eingang rechts (originale Haustür), Erdgeschoss durch Gurtgesims optisch abgetrennt, Fensterbekrönungen teils mit Tudorbögen und anderen neugotischen Anleihen, der Erker in den gleichen Verzierungen, aber mit Putznutung, die beiden rechten Achsen durch großen Dreiecksgiebel erhöht. | 09246243 |
|                                         | Mietshaus in geschlossener Bebauung | Freiheitsstraße 19 (Karte)                | 1903                           | Mit reicher Ornamentik, historisierende Fassade, baugeschichtliche Bedeutung. Viergeschossiger Putzbau, die fünfte Achse rechts mit Kuppelfenstern, Eingang links, Erdgeschoss auf hohem Sockel Putzrustika, bogige Öffnungen, alle anderen Fenster gerade verdacht, zentraler zweigeschopssiger Rechteckerker auf Voluten-Kragsteinen setzt im ersten Obergeschoss an und endet in Balkon, die Achse links daneben ebenfalls mit Balkons, Lisenengliederung, jugendstilige Ornamentik (Florales, Girlanden, Köpfe), zentraler Dreiecks-Dachgiebel modern und mit Wandauflösung erneuert. | 09246256 |
|                                         | Mietshaus in geschlossener Bebauung | Freiheitsstraße 35 (Karte)                | 1902                           | Historisierende Fassade der Stadterweiterung, baugeschichtliche Bedeutung. Elegant-konservative Viergeschossige und fünfachsige Fassade aus beigem Putz (Erdgeschoss, Gliederung, Ornamentik) und gelbem Klinker (Obergeschoss-Wände), Erdgeschoss mit Putznutung, gebälkbekrönter und mit Köpfen flankierter Eingang rechts, kräftiges Gurtgesims mit knaggenartigen Putzfeldern trennt das Erdgeschoss optisch ab, ähnlich wiederholt unter dem dritten Obergeschoss, Mittelachse durch drei Balkone in den Obergeschossen betont, zwischen den Öffnungen ornamentale Putz-Stuck-Felder, drittes Obergeschoss mit Rundbogenfenstern, seitliche Rahmung durch Lisenen mit Köpfchen-Lambrequins. | 09246241 |
|                                         | Mietshaus in geschlossener Bebauung | Freiheitsstraße 37 (Karte)                | 1902                           | Elegante historisierende Fassade der Stadterweiterung, baugeschichtliche Bedeutung. Fünf Achsen, vier Geschosse, Putz-Klinker-Mischbauweise, Erdgeschoss mit Putznutung, zentraler segmentbogiger Eingang, Erdgeschoss durch Gurtgesims optisch von den Obergeschossen getrennt, erstes und zweites Obergeschoss gelber Klinker, das oberste Geschoss wiederum fast nur mit Putzoberfläche, zentraler Dachgiebel mit bogigem Abschluss, erstes und zweites Obergeschoss Putzornamentik in Form von Lambrequins und floral gestalteten Feldern, oberstes Geschoss mit Lisenengliederung, im Traufgesims Köpfe. | 09246240 |
|                                         | Mietshaus in geschlossener Bebauung | Freiheitsstraße 39 (Karte)                | 1903                           | Historisierende Fassade der Stadterweiterung, baugeschichtliche Bedeutung. Viergeschossig, fünf Achsen, Mittelachse mit Balkon u. Jugendstilornamentik, originale Gitter, Putznutung im Erdgeschoss, darüber Gesims mit Zahnschnitt, Eingang links, Obergeschosse gelber Klinker, Pilaster mit Köpfchen verziert, Fensterbrüstungen mit Jugendstilornamenten verziert, Kranzgesims mit ornamentalem Schmuck, Dacherker neubarock, begleitet von stehenden Gaupen. | 09246239 |
|                                         | Mietshaus in mittlerweile halboffener Bebauung | Freiheitsstraße 43 (Karte)                | 1903                           | Historisierende Fassade mit neobarocken und jugendstiligen Elementen, baugeschichtliche Bedeutung. Viergeschossige Fassade in Putz-Klinker-Bauweise, fünf Achsen, das Erdgeschoss Putznutung und mit knaggenartigem Gurtgesims abgeschlossen, mit Eingang (mit jugendstiligen Kopfpilastern gerahmt) links, die Obergeschosse optisch durch Putzlisenen zusammengebunden, gelbes Klinkermauerwerk, oberstes Geschoss wieder mit ornamentiertem Gesims abgetrennt, mit Rundbogenfenstern, Putzfelder mit geometrischem Ornament, zentraler Dachgiebel in Form eines Ochsenauges, aufwendig mit jugendstiliger Putz-Stuck-Rahmung. | 09246238 |
|                                         | Mietshaus in geschlossener Bebauung | Freiheitsstraße 45 (Karte)                | 1903                           | Reich dekorierter Historismusbau von baugeschichtlicher Bedeutung. Viergeschossiger Putz-Klinker-Bau, fünf Achsen, Erdgeschoss Putznutung, Eingang rechts mit unpassender neuer Haustür, erstes und zweites Obergeschoss gelber Klinker, die Fenster der beiden Geschosse optisch durch Putzstruktur zusammengebunden, Ornamentfelder, das oberste geschoss durch reiche Putzgliederung hervorgehoben (kannelierte Kopf-Pilaster), zentraler Dachgiebel mit Rundbogenabschluss und Stuckvoluten. | 09246237 |
|                                         | Mietshaus in geschlossener Bebauung | Freiheitsstraße 47 (Karte)                | 1903                           | Historistische Fassade der Stadterweiterung, baugeschichtlich von Bedeutung. Viergeschossiger Putz-Klinker-Bau mit fünf Achsen, Erdgeschoss Putznutung, Türportal mit Pilaster, Karyatiden Gebälk stützend, dieses bekrönt durch Vasen, reiche Gliederung, betontes Gurtgesims, Brüstungen Fenster mit Jugendstilornamentik versehen, Fenster und Haustür sowie Dachaufbauten modernisiert, Balkon entfernt, innen gediegenes Treppenhaus, bemerkenswertes Jugendstilgeländer. | 09246236 |
| Direkt Bild zu diesem Denkmal hochladen | Zwei Wandbilder im Hausflur des Mietshauses | Friedrichstraße 7 (Karte)                 | Um 1900                        | Schlichte Wandbilder von stadtgeschichtlichem Aussagewert. Das Mietshaus in der Friedrichstraße 7 wurde um 1900 erbaut. Es ist davon auszugehen, dass auch die beiden im Hausflur befindlichen Wandbilder annähernd zeitgleich entstanden. Auf diesen Wandgemälden finden sich Darstellungen der Kirche von Thossen und der Poppenmühle in Plauen um 1900. In ihrer künstlerischen Qualität und der Art der Darstellung erinnern sie an die zahlreichen Darstellungen von Bauernhöfen, die heute noch in vielen Bauernhöfen anzutreffen sind. In Plauen ist zurzeit kein vergleichbares Beispiel bekannt. Die dargestellten Bauwerke bzw. örtlichen Situationen sind heute nicht mehr so anzutreffen, wie sie auf den Bildern zu sehen sind, so dass der Denkmalwert sich aus der ortsgeschichtlichen Bedeutung beider Bilder sowie ihrer Singularität ergibt. | 09301759 |
|                                         | Turnhalle | Gartenstraße 18 (Karte)                   | Um 1890                        | Zeittypischer Sportbau in anspruchsvoller architektonischer Gestaltung und gutem Originalzustand. Eingeschossig, in Fassade anderthalbgeschossig, tempelartiger Seitenrisalit mit Eingang, im Zwickel Büste Turnvater Jahn, Öffnungen mit Rundbögen, flaches Satteldach mit Überstand, Teil des Schulbauensemble. | 09245909 |
|                                         | Wohnhaus in Ecklage in mittlerweile offener Bebauung | Gartenstraße 20 (Karte)                   | 1879                           | Dominantes Gründerzeitgebäude mit Eckbetonung, baugeschichtliche Bedeutung. , bildprägend. Dreigeschossiger Putzbau von 11:6 Achsen, Natursteinsockel, in und über Erdgeschoss Gurtgesimse, dadurch (und zusammen mit Traufgesims) starke Horizontalbetonung, die Fenster mit geradem Sturz, in den Obergeschossen verdacht, im ersten Obergeschoss in den Eckachsen mit Segmentgiebelchen, Putz-Eckrustica und Lisenengliederung noch erkennbar, Eckbetonung durch zusätzliches Dachgeschoss über 2×2 Achsen mit rundbogigen Öffnungen, zahlreiche kleine stehende Gaupen, Haustür verändert. | 09245911 |
|                                         | Mietshaus in Ecklage | Marienstraße 22 (Karte)                   | 1905                           | Für geschlossene Bebauung konzipiert, mit Läden, repräsentativer Putzbau des Späthistorismus, baugeschichtlich von Bedeutung. Viergeschossig, Erdgeschoss mit Bossenquaderung, Eckbetonung durch gebogenen dreiachsigen, mit Welscher Haube bekröntem Risalit, jugendstilige Putz-Stuck-Ornamentik an den drei Obergeschossen, besonders am Eckrisalit, kleiner Balkon in Marienstraße nicht mehr vorhanden. | 09245901 |
|                                         | Mietshaus in geschlossener Bebauung | Moritzstraße 26 (Karte)                   | 1897                           | Zeittypische historisierende Fassade, baugeschichtlich von Bedeutung. Dreigeschossig, fünf Achsen, gelbe Klinkerfassade, Erdgeschoss auf Putzsockel mit Segmentbogenöffnungen, Eingang links, Haustür verändert, Gurtgesims trennt Erdgeschoss optisch ab, Verdachung der Fenster im ersten Obergeschoss mit standardisierten Putz-Struck-Elementen, im zweiten Obergeschoss einfacher wiederholt, Renaissance -Zwerchgiebel über zwei Achsen mit Bekrönung, Gauben mit Verzierungen. | 09245803 |
|                                         | Mietshaus in geschlossener Bebauung | Moritzstraße 28 (Karte)                   | 1907                           | Fassade bereits mit aufgehobener Symmetrie, baugeschichtliche Relevanz. Dreigeschossig, fünf Achsen, Eingang mittig, Haustür verändert, zweiachsiger Seitenrisalit heller Klinker ab erstem Obergeschoss, mit Kolossalpilastern und geschweiftem Zwerchhaus über Traufgesims, die drei linken Achsen nur mit verkürzten Pilastern (Fassadenänderungen untere Hälfte links?), zwei neue stehende Gaupen. | 09245804 |
|                                         | Mietshaus in halboffener Bebauung | Moritzstraße 29 (Karte)                   | 1885                           | Kopfbau eines geschlossenen Straßenzuges von städtebaulicher Bedeutung und baugeschichtlicher Relevanz. Dreigeschossiger Putzbau, Schmalseite mit Dreiecksgiebel als Schaufassade ausgebildet, Putznutung im Erdgeschoss, hier bogige Öffnungen, sehr schöne Haustür, kräftige durchlaufende Gesimse, Fensterverdachung mit waagerechtem Gebälk, Dreiecksgiebelchen und Segmentgiebeln, flaches Satteldach mit stehenden Gaupen. | 09245805 |
|                                         | Mietshaus in geschlossener Bebauung | Moritzstraße 30 (Karte)                   | 1908                           | Bestandteil einer architektonisch anspruchsvollen Reformstil-Häuserzeile, baugeschichtliche Bedeutung. Viergeschossiger Putzbau, das Erdgeschoss durch eine Art Fußwalm optisch von den Obergeschossen abgetrennt, seitlicher Eingang mit veränderter Haustür, die Fenster hinter pfeilerartige Mauervorsprünge (Schmuckfriese als Pilasterkapitelle) gerückt, zentraler zweigeschossiger flacher Rechteckerker im zweiten und dritten Obergeschoss läuft im ersten Obergeschoss an, hier Kolossallisenen und Überhöhung durch markantes Dachhaus mit vorspringendem Dreiecksgiebel, balustradenartiger Fries verläuft zwischen zweitem und drittem Obergeschoss und sorgt für horizontalen Akzent (Balkone), ähnlich Nummer 32. | 09245806 |
|                                         | Mietshaus in geschlossener Bebauung | Moritzstraße 31 (Karte)                   | 1885                           | Einfache historisierende Fassade als Teil eines geschlossenen Straßenzuges ähnlicher Gestaltung, baugeschichtliche Relevanz. Putzfassade, dreigeschossig, vier Achsen, waagerechte Fensterverdachungen in beiden Obergeschossen, kräftiges Gesims, Putznutung im Erdgeschoss, ockerfarbener Glattputz. | 09245807 |
|                                         | Mietshaus in geschlossener Bebauung | Moritzstraße 32 (Karte)                   | 1908                           | Bestandteil einer architektonisch anspruchsvollen Reformstil-Häuserzeile, baugeschichtliche Bedeutung. Viergeschossiger Putzbau, das Erdgeschoss durch eine Art Fußwalm optisch von den Obergeschossen abgetrennt, seitlicher Eingang mit bekrönendem Dreieck, mit originaler Haustür, die Fenster hinter pfeilerartige Mauervorsprünge (Schmuckfriese als Pilasterkapitelle) gerückt, zentraler zweigeschossiger flacher Rechteckerker im zweiten und dritten Obergeschoss läuft im ersten Obergeschoss an, hier Kolossallisenen und Überhöhung durch markantes Dachhaus, balustradenartiger Fries verläuft zwischen zweitem drittem Obergeschoss und sorgt für horizontalen Akzent (Balkone), ähnlich Nummer 30. | 09245809 |
|                                         | Mietshaus in geschlossener Bebauung | Moritzstraße 33 (Karte)                   | 1884                           | Historisierende Fassade, Teil eines ähnlich gestalteten, geschlossenen Straßenzuges, baugeschichtlich relevant. Putzfassade, dreigeschossig, vier Achsen, waagerechte Fensterverdachungen in beiden Obergeschossen, kräftiges Gesims, Putznutung und Bogenfenster im Erdgeschoss, Traufgesims Zahnschnitt. | 09245808 |
|                                         | Mietshaus in Ecklage in geschlossener Bebauung | Moritzstraße 34 (Karte)                   | 1909                           | Mit Laden, Bestandteil einer architektonisch qualitätvollen Reformstilzeile, von baugeschichtlicher Bedeutung. Viergeschossiger Putzbau mit vor- bzw. zurückspringenden Baumassen (Balkon über Laden im Erdgeschoss. Flacher Rechteckerker am gestalterisch hervorgehobenen Eckrisalit: Putzlisenen, florale und heraldische Putzstuck-Ornamentfelder). Dachhaus über scharfem, hervorspringendem Traufgesims, repräsentativer Eingangsbereich („Ädikula“). | 09245810 |
|                                         | Mietshaus in Ecklage in geschlossener Bebauung, ursprünglich vermutlich mit Gaststätte                                                                              | Moritzstraße 35 (Karte)                   | 1900                           | Bildprägend durch Ecklage, baugeschichtlich von Bedeutung. Neogotisch anmutende Schmuckelemente (Vierpass, Fischblase etc.) der dreigeschossigen Putzfassade, halbrunder Eckerker, über der ursprünglichen Ladentür ansetzend, Haustür von Dreieckgiebel bekrönt, Balkonbrüstungen (teils mit Gesimsfunktion) auf Kragsteinen, zwei dominante Zwerchgiebel mit Dreiecksgiebelbekrönung, Erdgeschoss mit Bogenfenstern, im ersten Obergeschoss gerade verdacht, im zweiten Obergeschoss Mix. | 09245811 |
|                                         | Mietshaus in Ecklage in geschlossener Bebauung | Moritzstraße 36 (Karte)                   | 1905                           | Historisierender Bau der Stadterweiterung von baugeschichtlicher Bedeutung. Putz-Klinker-Bau auf hohem, das Gefälle ausgleichendem Sockel, das Hochparterre mit Putznutung und Segmentbogenöffnungen, repräsentativer Eingang mit Säule am Oberlicht, Eckbetonung durch schräg gestellte Achse, hier Balkon im Erdgeschoss, die beiden Obergeschosse gelber Klinker, Felder mit Betonzierelementen, Dachausbau dreiachsig über Eck, bekrönt an den Seiten von Schweifgiebeln, weitere kleine Balkone. | 09245879 |
|                                         | Mietshaus in Ecklage in geschlossener Bebauung | Moritzstraße 37 (Karte)                   | 1903                           | Architektonisch aufwendiges, vom Landhausstil beeinflusstes städtisches Gebäude, bildprägend und baugeschichtliche Bedeutung. Ursprünglich mit Laden, Klinker-Putz-Mischbauweise, dreigeschossig mit zusätzlichem Dachausbau, Erdgeschoss sowie die flachen (zwei- und dreiachsigen) Rechteckerker und die Fensterbekrönungen roter Klinker, ansonsten heller Putz, schöne originale Haustür, Fachwerkelemente im zweiten Obergeschoss beginnend und die vielgestaltige Dachpartie dominierend (Zwerchgiebel, Dachhäuser, Dachausbauten). | 09245876 |
|                                         | Mietshaus in geschlossener Bebauung | Moritzstraße 38 (Karte)                   | 1904                           | Historisierende Fassade, Teil eines geschlossenen Straßenzuges, baugeschichtliche Bedeutung. Dreigeschossig, sechsachsig, Klinker-Putz-Mischbauweise, gelber Klinker in beiden Obergeschossen, Hochparterre auf hohem roten Klinkersockel Putzgliederung und Segmantbogenöffnungen, links aus der Mitte gerückter repräsentativer Eingang mit zweigeteiltem Oberlicht, originale Haustür, Brüstungen der Fenster mit zeittypischen Putzstuck-Ornamentfeldern verziert (Kartuschen, Girlanden), die beiden linken Achsen überfangen von Seitengiebel. | 09245880 |
|                                         | Mietshaus in geschlossener Bebauung | Moritzstraße 39 (Karte)                   | 1903                           | Architektonisch aufwendiges, vom Landhausstil beeinflusstes städtisches Gebäude, baugeschichtliche Bedeutung. Dreigeschossig mit Dachausbau, Erdgeschoss und erstes Obergeschoss roter Klinker, korbbogige Fenster, Klinkerlisenen, seitlicher Eingang mit originaler Haustür, die Klinkerzone mit Fries abgeschlossen, zweites Obergeschoss mit fantasievollem Zierfachwerk, über der Trauf Dachausbau mit weiterem Fachwerk, die beiden Mittelachsen sowohl im Klinker- wie im fachwerkbereich optisch zusammengefasst (engerer Öffnungsabstand, Putzfeldebekrönung, Rautenfachwerk). | 09245877 |
|                                         | Mietshaus in geschlossener Bebauung | Moritzstraße 40 (Karte)                   | 1904                           | Historisierende Fassade, Teil eines geschlossenen Straßenzuges, baugeschichtliche Bedeutung. Dreigeschossig, fünfachsig, Putz-Klinker-Mischbauweise, gelber Klinker in beiden Obergeschossen, Erdgeschoss Putz mit Putznutung, Eingangsgestaltung mit eingestellter Säule am Oberlicht, die Achse über der seitlichen Haustür mit Kuppelfenstern und Schweifgiebel mit Putzgestaltung im Dachbereich, Balkons auf Konsolen mit neogotischen Verzierungen an Brüstungen, ähnliche Gestaltung wie Nachbarhaus. | 09245881 |
|                                         | Mietshaus in geschlossener Bebauung | Moritzstraße 41 (Karte)                   | 1902                           | Anspruchsvolle Architektur, Teil eines geschlossenen Straßenzuges, baugeschichtliche Bedeutung. Dreigeschossig mit Dachausbau in Form eines dominanten Fachwerkgiebels, roter Klinker Erdgeschoss und Zierelemente der Obergeschosse auf hellem Putz, fantasievolles Zierfachwerk dominiert die Mitte des zweiten Obergeschosses und mündet in gen. Giebel, Erdgeschoss mit Bogenfenstern, Haustür rechts mit orig. Türblatt, dessen Oberlicht mit Jugendstileinfluss. | 09245878 |
|                                         | Mietshaus in geschlossener Bebauung | Moritzstraße 42 (Karte)                   | 1904                           | Historisierende Fassade, Teil eines geschlossenen Straßenzuges, baugeschichtliche Bedeutung. Dreigeschossig, fünfachsig, Putz-Klinker-Mischbauweise, gelber Klinker in beiden Obergeschossen, Erdgeschoss Putz mit Putznutung, Eingangsgestaltung mit eingestellter Säule am Oberlicht, die Achse über der seitlichen Haustür mit Kuppelfenstern, Schweifgiebel über den rechten beiden Achsen, Balkons fehlen, ansonsten ähnliche Gestaltung wie Nachbarhaus. | 09245882 |
| Direkt Bild zu diesem Denkmal hochladen | Mietshaus in geschlossener Bebauung | Moritzstraße 43 (Karte)                   | 1902                           | Anspruchsvolle Architektur, Teil eines geschlossenen Straßenzuges, baugeschichtliche Bedeutung | 09307196 |
|                                         | Mietshaus in geschlossener Bebauung | Moritzstraße 44 (Karte)                   | 1904                           | Historisierende Fassade, Teil eines geschlossenen Straßenzuges, baugeschichtliche Bedeutung. Dreigeschossig, fünfachsig, Putz-Klinker-Mischbauweise, gelber Klinker in beiden Obergeschossen, Erdgeschoss Putz mit Putznutung, Eingangsgestaltung mit eingestellter Säule am Oberlicht, die Außenachsen mit Kuppelfenstern, Schweifgiebel über den rechten beiden Achsen, Putzstuck-Ornamentfelder jeweils unter den Fenstern aller Etagen, ähnliche Gestaltung wie Nachbarhäuser. | 09245883 |
|                                         | Mietshaus in geschlossener Bebauung | Moritzstraße 53 (Karte)                   | 1903                           | Historisierende, vergleichsweisae flach reliefierte Fassade, baugeschichtliche Bedeutung. Viergeschossiger sechsachsiger Putz-Klinker-Bau, Horizontalgliederung durch breite Gurtbänder über Erdgeschoss und zweitem Obergeschoss, Eingang links aus der Mitte gerückt, im Erdgeschoss gerade Fensterverdachungen mit kleinen Schlusssteinen in Form von Köpfen, die Obergeschosse mit regelmäßigen foralen Gussstein-Ornamentfeldern, Lisenen, weitere Köpfe, Zwerchgiebel über zwei Achsen. | 09245849 |
|                                         | Mietshaus in geschlossener Bebauung | Moritzstraße 55 (Karte)                   | 1913                           | Symmetrische Fassade mit Einflüssen des Reformstils, baugeschichtlich relevant. Viergeschossiger Putzbau mit teilweisem Dachausbau, sechs Achsen, symmetrischer Aufriss, über zentralem Hauseingang Dreieckgiebel mit Mädchenkopfdarstellung, mittlerer Hausteil ab erstem Obergeschoss durch Lisenen gestalterisch hervorgehoben, zwischen Etagen Putzschmuckfelder, zweites Obergeschoss geschwungene Fensterbekrönungen, ornamentierte Schmuckleisten unter Hauptgesims, linke Dachhälfte vierachsiges Dachhäuschen mit Doppellisenen zwischen Fenstern. | 09247411 |
|                                         | Mietshaus in halboffener Bebauung | Moritzstraße 78 (Karte)                   | 1906                           | Späthistoristische Fassade, baugeschichtliche Relevanz. Viergeschossiger Putz-Klinker-Bau auf hohem Sockel, um Auflösung der Symmetrie bemüht (im Hochparterre ansetzender Viergeschossiger Polygonalerker links der Mittelachse, Dreiecksgiebel im Dachbereich rechts davon, große Bogenfenster in der rechten Achse), die kleineren Fenster in allen Etagen gekuppelt, Fassade überall reich verziert mit floralem Putzstuck-Ornament (Fensterbekrönungen, Schmuck-Konsolfelder). | 09246247 |
|                                         | Mietshaus in Ecklage in geschlossener Bebauung | Moritzstraße 85 (Karte)                   | 1906                           | Mit Laden, historisierende Fassade, baugeschichtlich von Bedeutung. Viergeschossiger Putz-Klinker-Bau mit Betonung der Ecksituation durch Dachaufbau mit Zwiebeltürmchen, dieses flankiert von geschweiften, mit Stuckgirlanden ornamentierten Giebeln der Viergeschossigen, durch Kolossalpilaster und Kuppelfenster sowie Girlanden-Schmuckflächen gekennzeichneten Fassadenpartie, die übrigen Obergeschoss-Wände aus gelbem Klinker (lediglich die linken vier Achsen ebenfalls in reiner Putzgestaltung, wahrscheinlich nach Renovierung), Erdgeschoss auf Schiefersockel verputzt, seitlicher Eingang mit Tudorbogen, zwischen den Fenstern des ersten und zweiten Obergeschoss weitere Schmuckflächen (s.o.). | 09246246 |
|                                         | Mietshaus in geschlossener Bebauung | Moritzstraße 87 (Karte)                   | 1906                           | Baugeschichtlich von Bedeutung. Viergeschossiger Putz-Klinker-Bau, Erdgeschoss vereinfacht, Gurtgesims, die drei Obergeschosse gelber Klinker, die Öffnungen zwischen erstem und zweitem Obergeschoss durch Ornamentfelder verbunden, links aus der Mitte gerückter, im ersten Obergeschoss ansetzender zweiachsiger Risalit mit geschweiftem Giebel im Dachbereich dominiert die Fassade (hier Vorhangbögen und Kolossalpilaster), Dachbereich mit mehreren Schleppgaupen. | 09246245 |
|                                         | Mietshaus in halboffener Bebauung | Moritzstraße 89 (Karte)                   | 1905                           | wie Nachbargebäude Zeugnis späthistoristischer Bauweise, baugeschichtlich relevant. Viergeschossig, sieben Achsen, davon rechts aus der Mitte gerückter und übergiebelter Risalit mit zwei Achsen, Erdgeschoss Putznutung, die drei Obergeschosse gelber Klinker, abgesetzt mit ornamentierten Putzstuckfeldern, Mansarddach, Schleppgaupen. | 09247425 |
|                                         | Mietshaus in Ecklage in geschlossener Bebauung, mit Laden | Neundorfer Straße 21 (Karte)              | 1894                           | Bildprägender Bau mit historisierender Fassade, baugeschichtliche Bedeutung. Dreigeschossiger roter Klinkerbau mit Putz-Stuck-Zierelementen, Eckbetonung durch breiten Dachaufbau mit steilem Mansarddach, Erdgeschoss Ladenzone mit Eingang in der abgeschrägten Eckachse, Putzstreifen, die beiden Obergeschosse optisch von kräftigem Gurt- sowie Traufgesims gerahmt, erstes Obergeschoss mit Standard-Dreiecks-Fensterbekrönungen, Mansarddach mit stehenden Gaupen. | 09245906 |
| Weitere Bilder                          | Doppelmietshaus in geschlossener Bebauung | Neundorfer Straße 21a, 21b (Karte)        | 1894 (Nr. 21b); 1895 (Nr. 21a) | Architektonisch qualitätvoll gestaltete zeittypische Klinkerverblenderbauten, baugeschichtliche Bedeutung. Als Doppelhaus mit gespiegelten Fassaden konzipiert, dreigeschossige rote Klinkerbauten auf Putzsockel, die seitlichen eingezogenen Eingänge beieinander liegend, diese Achsen jeweils im Dachbereich von zweiachsigen dreiecksgegiebelten Dachhäuschen bekrönt, breite Gurtgesimse trennen die Erdgeschoss optisch ab, die Obergeschoss-Fenster mit Standard-Stuckverdachungen, breite Traufgesimse, Nummer 21 b mit nachträglichem Laden. | 09245912 |
|                                         | Wohn- und Geschäftshaus in halboffener Bebauung | Neundorfer Straße 27 (Karte)              | 1913                           | Repräsentatives, architektonisch qualitätvolles Mietshaus im Reformstil, von baugeschichtlicher und städtebaulicher Bedeutung. Viergeschossiger Putzbau mit Eckbetonung durch zusätzliches Geschoss mit markantem Bogengiebel, weitere Fassadenbestimmung durch unter dem ersten Obergeschoss ansetzenden, dreiachsigen und dreigeschossigen Rechteckerker, der optisch in ionische Pilaster ohne Gebälk vor dem Traufgesims ausläuft, Erdgeschoss Ladenzone, darüber in den drei Obergeschossen neun Achsen stehender Fenster, geometrische und girlandenförmige Stuckornamente im Rundgiebel und über den Öffnungen des zweiten Obergeschosses. | 09245916 |
|                                         | Wohn- und Geschäftshaus in Ecklage in geschlossener Bebauung | Neundorfer Straße 29 (Karte)              | 1913                           | Repräsentatives, architektonisch qualitätvoll im Reformstil gestaltetes Bauwerk, von baugeschichtlicher und städtebaulicher Bedeutung. Viergeschossiger Putzbau, die Erdgeschoss-Zone mit Läden (deren Erscheinungsform nicht original), die leicht über Eck gehende Fassade ist akzentuiert durch seitlichen Dachausbau in Form eines großen bogigen Giebels sowie, daran anschließend, durch flachen dreiachsigen Risalit und durch loggienartige Balkone in der rechten äußeren Achse, Gliederung senkrecht durch Pilaster und waagerecht durch Balustraden der Balkone, im Bereich der Giebelseite auch durch Gurtgesims über zweitem Obergeschoss, Putzstuck-Applikationen in Form von Kartuschen, Traufzone zum Teil Zahnschnitt. | 09245915 |
|                                         | Mietshaus in geschlossener Bebauung | Neundorfer Straße 33 (Karte)              | 1913                           | Mit Laden, repräsentativer Putzbau im Reformstil von baugeschichtlicher Bedeutung. Viergeschossiger Putzbau, Erdgeschoss mit stilisierter Rustika Ladenzone, schwerer zentraler Rechteckerker, der über dem Erdgeschoss ansetzt und dreistöckig in der Traufzone mit Balkon endet, die Symmetrie wird aufgehoben durch schräg links dahinter befindliches Dachhaus mit großem geschweiftem Giebel, Traufgesims mit stilisuertem Zahnschnitt. | 09245914 |
|                                         | Mietshaus in Ecklage in geschlossener Bebauung | Neundorfer Straße 41 (Karte)              | 1903                           | Architektonisch und baugeschichtlich von Bedeutung, auch städtebaulicher Wert. Viergeschossiger Putzbau, auf die Eckbetonung fokussiert (abgeschrägte Achse mit vorgeblendetem bogigen Erker mit Triplefenstern, über dem Erdgeschoss beginnend und unter der Traufe mit Balkon endend, Überhöhung des Gebäudes durch hohe geschweifte Haube mit Laterne und vergoldetem Dachspieß, Flankierung durch Balkons- im originalen Sinne?), die Langseiten akzentuiert durch weitere Erker mit prägnanten Dreiecks-Übergiebelungen, Fassade wohl vereinfacht. | 09246262 |
|                                         | Mietshaus in geschlossener Bebauung | Neundorfer Straße 43 (Karte)              | 1904                           | Zeittypischer, durch Renovierung vereinfachter Bau von baugeschichtlicher Bedeutung, Teil eines geschlossenen Straßenzuges. Viergeschossiger Putzbau, Erdgeschoss mit Rundbogenöffnungen, Eingang rechts, rechts der Mitte setzt über dem Erdgeschoss ein zweigeschossiger Polygonalerker an, die Fenster der Obergeschosse senkrecht durch Putzstuck-Ornamentfelder verbunden, dominanter Dreiecksgiebel als Dachausbau, hier ist das Traufgesims unterbrochen. Durch den Architekten Max Schuller erbaut, der zugleich Hauseigentümer gewesen ist. Auch wenn die Fassade gewisse Vereinfachungen aufweist, dokumentiert das Haus die bauzeitliche Mietshausarchitektur und erlangt somit auch baugeschichtliche Bedeutung. Als Teil eines gleichartig gestalteten Straßenzuges kommt dem Gebäude auch ein städtebaulicher sowie stadtentwicklungsgeschichtlicher Wert zu. | 09246265 |
|                                         | Mietshaus in geschlossener Bebauung | Neundorfer Straße 45 (Karte)              | 1902                           | Asymmetrische historisierende Fassade, Bestandteil eines einheitlichen Straßenzuges, baugeschichtliche Bedeutung. Viergeschossiger Putzbau mit breitem, zweiachsigem Rechteckerker (auf Kragsteinen über dem Erdgeschoss ansetzend und im Dachbereich übergiebelt-Giebel nicht original), der die Symmetrie aufhebt, Erdgeschoss mit Rundbogenfenstern, Eingang mit Oberlicht links, die Fenster im ersten und zweiten Obergeschoss rechteckig, im dritten Obergeschoss wieder rundbogig, im Bereich des Erkers groß und liegend, Wandteile der Obergeschosse lisenenförmig, reiche Stuckierung zum Teil in Jugendstilformen (Köpfe, Ranken etc.), Fenster u. Haustür erneuert. | 09246263 |
|                                         | Mietshaus in geschlossener Bebauung | Neundorfer Straße 47 (Karte)              | 1902                           | Aufwendig verzierte Fassade des Späthistorismus, baugeschichtliche Bedeutung. Viergeschossiger sechsachsiger Putzbau, Fassade geprägt von zweiachsigem Rechteckerker im Obergeschoss-Bereich, der einachsig im dritten Obergeschoss weiterläuft und durch Fachwerkgiebelchen bekrönt wird (dahinter noch breiterer Giebel, nicht mehr original), Putznutung im Erdgeschoss und etwas darüber hinaus, großer seitlicher Eingang mit Kartusche (Jahreszahl), nach oben zunehmende, vom Jugendstil beeinflusste figurale und florale Ornamentik (Baum, Köpfchen etc.). Am oberen Erker zwei Plastiken: Flöte spielender Pan und Zuhörerin. | 09246264 |
|                                         | Mietshaus in geschlossener Bebauung | Neundorfer Straße 49 (Karte)              | 1903                           | Historisierende Fassade, Teil eines geschlossenen Straßenzuges, baugeschichtlich von Bedeutung. Viergeschossiger sechsachsiger Putzbau, Putznutung im Erdgeschoss, Eingang linke Seite, Gurtgesims über Erdgeschoss, die Fenster der Obergeschosse durch jugendstilige Putz-Stuck-Schmuckfelder vertikal verbunden, an den Seiten zwei Dachhäuschen mit Rundbogenöffnungen, zwei Reihen stehender Gaupen, hier und an der Fassade nach Renovierung leichte Veränderungen. | 09246266 |
|                                         | Mietshaus in geschlossener Bebauung | Neundorfer Straße 51 (Karte)              | 1902                           | Mit Laden, traditionell historistisch gestaltetes Gebäude von baugeschichtlicher Bedeutung. Klinkermischbauweise, rustizierendes Erdgeschoss, originale Haustür, Laden vermutl. aus Erbauungszeit, zweigeschossiger Erker in erstem und zweitem Obergeschoss, zunächst quadratisch, dann polygonal fortgesetzt, darüber Balkon, Haus sechs Achsen, gelber Klinker, Fensterverdachung durch Dreieckgiebel u. waagerechtes Gebälk, Dacherker mit Zwillingsfenster, volutenartiger Blendgiebel. | 09246267 |
|                                         | Mietshaus in geschlossener Bebauung | Neundorfer Straße 53 (Karte)              | 1901                           | Aufwendig historistisch gestaltetes Gebäude, u. a. baugeschichtliche Bedeutung. Viergeschossiger und sechsachsiger bau mit Putz-Klinker-Fassade, Putznutung im Erdgeschoss, hier Segmentbogenöffnungen, Eingang rechts, über Triplefenster noch im Erdgeschoss ansetzender, zweiachsiger Rechteckerker, reich dekoriert mittels Halbsäulen, Schmuck-Dreiecksgiebel und Pilastern mit Lambrequins, die Fenster des Obergeschosses mit gelber Klinkerwand bekrönt von Dreiecksformen (erstes Obergeschoss), Vorhangbögen (zweites Obergeschoss) und geradem Gebälk (drittes Obergeschoss- hier zentral noch zwei bogige Fenster), über den beiden Mittelachsen ausladender, ebenfalls reich dekorierter Dachgiebel mit Sonnenmotiv. | 09246268 |
|                                         | Mietshaus in geschlossener Bebauung | Neundorfer Straße 55 (Karte)              | 1901                           | Historisierende Fassade der Ortserweiterung, baugeschichtliche Bedeutung. Viergeschossiger und fünfachsiger Bau in Klinker-Putz-Mischbauweise, Putznutung im Erdgeschoss, hier bogige Öffnungen, Eingang mit veränderter Haustür rechts, in der Mittelachse Erker über zwei Geschosse, zunächst quadratisch, dann polygonal mit Balkon fortgesetzt, die Obergeschosse mit gelbem Klinker, Symmetrie gelockert durch geschweiften Dachgiebel über den beiden rechten Achsen. | 09246269 |
|                                         | Mietshaus in geschlossener Bebauung | Neundorfer Straße 57 (Karte)              | 1913                           | Fassade stilisierter Historismus mit Einflüssen des Reformstils, baugeschichtliche Bedeutung. Viergeschossiger Putzbau mit dezidierter Aufhebung der Symmetrie, durch rechts aus der Mitte gerückten dreigeschossigen und zweiachsigen Rechteckerker sowie durch noch weiter rechts hinterfangenen Dreiecksgiebel, vor allem am Erker lisenenartige Stuckverzierungen, die Fassade ansonsten bereits recht sachlich gehalten. | 09246270 |
|                                         | Mietshaus in Ecklage in halboffener (Kopf-)Bebauung | Neundorfer Straße 59 (Karte)              | 1914                           | Städtebaulich dominantes Gebäude im Reformstil, baugeschichtlich von Bedeutung. Voluminöser Viergeschossiger Putzbau mit repräsentativem, bogig abgeschlossenen Dachhaus und stehenden Gaupen im Mansarddach als zusätzlichem Geschoss, über (verändertem) hohem Erdgeschoss drei Geschosse mit Fensterreihen (7 zu 3 Achsen), durch verschiedenen Putz lisenenartig geteilt, nur noch geringe Stuckverzierungen (Lisenchen, Kartuschen). | 09246271 |
|                                         | Mietshaus in geschlossener Bebauung | Oberer Graben 9 (Karte)                   | 1911                           | Qualitätvolle architektonische Gestaltung, baugeschichtliche Relevanz. Dreigeschossiger fünfachsiger Putzbau mit gediegener Gliederung und gutem Wand-Öffnungs-Verhältnis, über Erdgeschoss mit großem Eingang an der rechten Seite optisch trennendes Gurtgesims, im Erdgeschoss eventuell ursprünglich Gaststätte, die beiden Obergeschosse durch Putzlisenen zusammengefasst, hier jeweils Kuppelfenster seitlich und Fenster mit Dreiteilung in der Mittelachse, über diesen Jochen stehende Gaupen mit Dreiecksgiebeln, bemerkenswert zwischen erstem und zweitem Obergeschoss die Putzgestaltung, die sowohl mittig einen Fruchtkorb als auch seitlich jeweils das Wappen der Actien-Brauerei Plauen zeigt (Tiere an Tränke, Schrift, Jahreszahl 1911). | 09245896 |
|                                         | Mietshaus in geschlossener Bebauung | Ostenstraße 22 (Karte)                    | 1905                           | Historisierende Fassade mit Elementen der Neorenaissance, baugeschichtliche Bedeutung. Dreigeschossiger fünfachsiger Putzbau mit waagerechter Betonung durch breites Schmuckgesims über dem hohen Erdgeschoss mit Putznutung, die Fenster der Obergeschosse vertikal durch florale Gussstein-Ornamentfelder verbunden, in der vierten Achse rechts zweigeschossiger Rechteckgiebel über Erdgeschoss, hinterfangen von zweiachsigem Dachhäuschen mit geschwungener Verdachung, im Erker Schmuckfeld, in dem zwei kniende Figuren Kartusche halten. | 09245788 |
|                                         | Mietshaus in geschlossener Bebauung | Ostenstraße 26 (Karte)                    | 1900                           | Mit historisierender (Renaissance-)Fassade, baugeschichtliche Bedeutung. Zweigeschossig, fünf Achsen, rotes Klinkermauerwerk, vergleichsweise aufwendig bekrönter Eingang rechts, im Obergeschoss im Bereich der zweiten Achse kleiner Erker, die Fenster mit Dreiecks- oder Rundbogenverdachungen, florale Putz-Stuck-Elemente und solche in Form von Köpfen, schön gestaltete Gauben mit Leergespärre. | 09245787 |
|                                         | Mietshaus in geschlossener Bebauung | Pestalozzistraße 23 (Karte)               | 1898                           | Historisierende Fassade, Teil einer Straßenzeile gleichen Aussehens, von baugeschichtlicher Bedeutung. Viergeschossiger Putz-Klinker-Bau mit fünf Achsen, Putzquaderung im Erdgeschoss, hier zentraler Eingang (Haustür original) und bogige Öffnungen, Gurtgesims über Erdgeschoss leitet zu der roten Klinkerfläche der Obergeschosse über, sparsame Putz-Stuck-Ornamentik über den Fenstern (hier durch Ornamentfeld und Dreiecksbekrönung hervorgehobene Mittelachse), über den zwei linken Achsen geschweifter Renaissancegiebel, schön verzierte Gauben mit Leergespärre, Nachbarhäuser ähnliche Gestaltung. | 09245887 |
|                                         | Mietshaus in offener Bebauung | Pestalozzistraße 24 (Karte)               | 1900                           | Bemerkenswertes Zeugnis des Historismus der Jahrhundertwende, baugeschichtlich von Bedeutung. Viergeschossiger Putzbau, Fassade gegliedert durch rotgefärbte Betonelemente, Sockel mit Putzquaderung, die Außenachsen, durch Ornamentik unterstützt, gekuppelt, die beiden mittleren Achsen definiert durch einzeln stehende Öffnungen (im dritten Obergeschoss rundbogig) und mit Dreiecksgiebel abgeschlossen. | 09245888 |
|                                         | Mietshaus in geschlossener Bebauung | Pestalozzistraße 25 (Karte)               | 1898                           | Historisierende Fassade, Teil einer Straßenzeile gleichen Aussehens, von baugeschichtlicher Bedeutung. Viergeschossiger Putz-Klinker-Bau mit fünf Achsen, Putzquaderung im Erdgeschoss, hier zentraler Eingang (Haustür original) und bogige Öffnungen, Gurtgesims über Erdgeschoss leitet zu der roten Klinkerfläche der Obergeschosse über, sparsame Putz-Stuck-Ornamentik über den Fenstern (hier durch Ornamentfeld und Dreiecksbekrönung hervorgehobene Mittelachse), über der Mittelachse geschweifter Renaissancegiebel, schön verzierte Gauben mit Leergespärre, Nachbarhäuser ähnliche Gestaltung. | 09245886 |
|                                         | Mietshaus in geschlossener Bebauung | Pestalozzistraße 27 (Karte)               | 1898                           | Historisierende Fassade, Teil einer Straßenzeile gleichen Aussehens, von baugeschichtlicher Bedeutung. Viergeschossiger Putz-Klinker-Bau mit fünf Achsen, Putzquaderung im Erdgeschoss, hier zentraler Eingang (Haustür original) und bogige Öffnungen, Gurtgesims über Erdgeschoss leitet zu der roten Klinkerfläche der Obergeschosse über, sparsame Putz-Stuck-Ornamentik über den Fenstern (hier durch Ornamentfeld und Dreiecksbekrönung hervorgehobene Mittelachse), über den zwei rechten Achsen geschweifter Renaissancegiebel, schön verzierte Gauben mit Leergespärre, Nachbarhäuser ähnliche Gestaltung. | 09245885 |
|                                         | Mietshaus in Ecklage in geschlossener Bebauung | Pestalozzistraße 31 (Karte)               | 1902                           | Mit Laden, repräsentatives historistisches Gebäude von baugeschichtlicher Bedeutung. Viergeschossig, Mischbauweise aus Putz (Erdgeschoss und Ornamentik) und hellem Klinker (Obergeschoss-Wände), im Erdgeschoss Putznutung, Laden aus Entstehungszeit, reiche zeittypische Fassadengliederung mit Lisenen, Kopfmotiven und ornamentalen Verzierungen und Wappen an Fensterbrüstungen, Eckbetonung durch Dachhaus mit je einem verzierten zweiachsigen Dreiecksgiebel zu den Seiten. | 09245884 |
|                                         | Mietshaus in Ecklage mit Gaststätte in geschlossener Bebauung | Pestalozzistraße 33 (Karte)               | 1901                           | Zeugnis der Stadterweiterung, bildprägend und baugeschichtliche Bedeutung. Viergeschossiger Putz-Klinker-Bau, im Erdgeschoss (Putznutung) Gaststätte mit Rundbogen- und Thermenfenstern, Eingang seitlich, die drei Obergeschosse mit Klinkermauerwerk und ornamentalen Applikationen aus Gussstein, im ersten Obergeschoss Dreiecksverdachung der Fenster, Eckbetonung durch zweiachsiges Dachhaus mit je einem geschweiften Giebel zu jeder Seite. | 09245855 |
|                                         | Mietshaus in geschlossener Bebauung | Pestalozzistraße 35 (Karte)               | 1899                           | Mit historisierender Fassade, von baugeschichtlicher Bedeutung. Viergeschossiger gelber Klinkerbau mit Putzornamentik, Dachgeschoss entstellend aufgesetzt, das Erdgeschoss mit bogigen Öffnungen und durch Gurtgesims optisch von den Obergeschossen getrennt, dominanter flacher zweiachsiger Rechteckerker, der über dem Erdgeschoss ansetzt und im Traufbereich abschließt (hier Trennung der Geschosse durch Gebälk), die übrigen Fenster der Obergeschosse konventionell durch Dreiecksgiebel oder Bögen verdacht. | 09245856 |
|                                         | Mietshaus in geschlossener Bebauung | Pestalozzistraße 36 (Karte)               | 1901                           | Historisierende Fassade mit jugendstiligen Applikationen, baugeschichtliche Relevanz. Viergeschossige und sechsachsige Fassade, Erdgeschoss und erstes Obergeschoss mit rotem Klinkermauerwerk, die beiden Geschosse darüber mit rosafarbenem Putz, in den beiden mittleren Achsen noch jeweils ein Geschoss ineinander greifend (das Gebälk hier bezeichnet noch die Lage der nicht mehr vorhandenen Balkons), Erdgeschoss mit verdachten Rundbogenfenstern und mittigem Eingang, zwischen erstem und zweitem Obergeschoss Gesims in Form eines Frieses mit Jugendstilapplikationen, diese ebenfalls im ähnlich gestalteten Traufgesims, über den Fenstern des zweiten Obergeschosses und am zentralen Giebel zu finden (Baum, Blattwerk, Tierdarstellungen, Wurzeln, Masken). | 09245847 |
|                                         | Mietshaus in Ecklage in geschlossener Bebauung | Pestalozzistraße 40 (Karte)               | 1901                           | Mit Laden, bildprägende historisierende Fassade der Stadterweiterung, baugeschichtlich von Bedeutung. Viergeschossiger Putz-Klinker-Bau mit verputztem Erdgeschoss, hier Laden mit kleiner Freitreppe und bogige Öffnungen, die drei Obergeschosse mit rotem Klinker, die Öffnungen (im zweiten Obergeschoss wieder bogig) gerahmt mit Putz-Stuck- oder Gussstein-Zierlelementen, die Geschosse durch schmale Gurtbänder optisch markiert, die Ecklage des Hauses wird unterstützt durch zweiachsige Schräge in Form mit Kuppelfenstern und dominantem Zierfachwerk-Aufbau, der jeweils von Renaissancegiebel flankiert wird. | 09245857 |
|                                         | Wohn- und Geschäftshaus in Ecklage in geschlossener Bebauung | Pestalozzistraße 57 (Karte)               | 1903                           | Bildprägendes Zeugnis der Stadterweiterung, vor allem baugeschichtliche Bedeutung. Viergeschossig, Klinker-Putz-Fassade, Erdgeschoss geputzt (Quaderung), mit bogigen Öffnungen und Schaufenstern, die Obergeschosse interessant gestaltetes Gemisch von Putzflächen und solchen aus rotem Klinker, Eckbetonung durch abgeschrägte Achse mit dreigeschossigem, reich verziertem Erker (Pilaster, drittes Obergeschoss Holzloggia, Bekrönung im Dachbereich durch polygonales Türmchen mit Laterne, flankiert von zwei mächtigen Volutengiebeln), Ornamentik in Form von Putz-Stuck-Flächen, Schlusssteinen als Köpfchen (Erdgeschoss und drittes Obergeschoss), Schnitzwerk an der Holzpartie des Erkers u. a. | 09246258 |
|                                         | Mietshaus in halboffener Bebauung | Seestraße 39 (Karte)                      | 1896                           | Historisierende Fassade der Ortserweiterung, baugeschichtliche Relevanz. Dreigeschossige Klinkerfassade (rot im Erdgeschoss, gelb darüber), fünf Achsen, Erdgeschoss mit bogigen Öffnungen und seitlicher Einfahrt, Erdgeschoss durch Gurtgesims optisch getrennt von den Obergeschossen, im ersten Obergeschoss konventionelle Dreiecksverdachungen, im zweiten Obergeschoss solche durch einfaches Gebälk, rote Klinkerbänder als Zierelement, originale stehende Gaupen mit Spitzdächern. | 09245786 |
|                                         | Ehemaliges Königlich-Sächsisches Lehrerseminar, später Musikschule, dann Freizeitzentrum                                                                            | Seminarstraße 4 (Karte)                   | 1854                           | Klassizistischer Bau von ortsgeschichtlicher und baugeschichtlicher Bedeutung. Dreigeschossiger, neunachsiger Putzbau im zeitgenössischen Rundbogenstil, mit tiefem Baukörper, regelmäßige Gliederung, Fenster rundbogiger Abschluss mit Gewänden, Putzquaderung im Erdgeschoss, ansonsten Glattputz, Deutsches Band unter dem Gurtgesims, das das Erdgeschoss optisch abschließt. | 09245907 |
|                                         | Wohnhaus in halboffener Bebauung | Seminarstraße 10 (Karte)                  | 1892                           | Historisierende Fassade der Stadterweiterung, baugeschichtlich relevant. Zweigeschossiger Putz-Klinker-Bau von vier Achsen, Erdgeschoss mit kräftiger Putzrustika, großer Eingang rechts (verändert), über Gurtgesims das Obergeschoss aus rotem Klinker, mit üppigen Betonwerksteinverzierungen (Konsolen und Verdachungen der Öffnungen, Bossenquader, Diamentschnitt), Dachausbau wohl später. | 09245789 |
| Weitere Bilder                          | Ehemalige Gewerbeschule, heute Berufliches Schulzentrum Plauen | Seminarstraße 13, 15 (Karte)              | Um 1870                        | Neorenaissancebau (Nummer 13) sowie klassizistischer Baukörper und Anbau der Neuen Sachlichkeit (Nummer 15), ortsgeschichtliche und baugeschichtliche Bedeutung. - Seminarstraße 13: schwerer dreigeschossiger Putzbau mit zwei flachen Seitenrisaliten, mit Putzquaderung Erdgeschoss (hier rundbogige Öffnungen), Mittelachse mit Freitreppe und schöner originaler Haustür (Ziervergitterung des Oberlichtfensters und Glaseinsätzen der Haustür), waagerechte Fensterverdachungen am Mittelbereich des Hauses, teilweise Pilaster und Eckquaderung, beide Geschosse mit Gurtgesimsen, Traufgesims mit Zahnschnitt und Überstand - Seminarstraße 15: dreigeschossiges, einfach gegliedertes Gebäude mit Putzfassade und Ziegelmauerwerk, Bandfenster, kubische Baumasse, seltener erhaltener Vertreter des neuen Bauens, ursprünglich als Berufsschulzentrum für vogtländischen Raum geplant, daran angrenzend dreigeschossiger tiefer Putzbau mit durchweg gekuppelten Bogenfenstern, zentraler Eingang | 09245908 |
|                                         | Mietshaus in Ecklage in geschlossener Bebauung | Siegener Straße 13 (Karte)                | 1905                           | Mit Laden, späthistoristischer Aufriss mit einigen Jugendstilformen, von baugeschichtlicher Bedeutung. Viergeschossiger Putzbau, Laden mit rundbogigen Fenstern und Türen, Eckbetonung durch abgeschrägte Achse, darin Ladeneingang und kemenatenartiger halbrunder Erker mit Balkon im dritten Obergeschoss, darüber Dachhaus mit Zierfachwerk, flankiert von je einem Volutengiebel, seitlich Rechteckerker über drei Geschosse, mit Satteldachabschluss, Gebäude mit Betongewänden und –zierelementen. | 09245843 |
|                                         | Mietshaus in geschlossener Bebauung | Siegener Straße 14 (Karte)                | 1907                           | Späthistoristische Fassade, von baugeschichtlicher Bedeutung. Viergeschossiger und sechsachsiger Putz-Klinker-Bau, Erdgeschoss mit Putzstuckverzierungen und Putznutung, weißglasierte Ziegel in den Obergeschossen, links aus der Mitte gerückt symmetriebrechender, dreigeschossiger Rechteckerker mit Lisenenrahmung, im Dachbereich zentral bogiger Volutengiebel, zwischen den Fenstern Ornamentfelder mit Ranken und Kartuschen. | 09245862 |
|                                         | Mietshaus in geschlossener Bebauung | Siegener Straße 15 (Karte)                | 1906                           | Späthistoristischer Aufriss mit bereits stilisiertem Ornament, baugeschichtliche Bedeutung. Putzfassade, viergeschossig, hohes natursteinverkleidetes Sockelgeschoss, über dem Erdgeschoss ansetzender zentraler Rechteckerker über drei Geschosse mit Balkon, hinterfangen von Volutengiebel als Dachausbau, Sandstein- oder Betonzierelemente, originale Haustür im seitlichen Eingang, porphyrfarbene Öffnungsrahmungen mit floralem und geometrischem Ornament. | 09245844 |
|                                         | Mietshaus in geschlossener Bebauung | Siegener Straße 16 (Karte)                | 1904                           | Historisierende Fassade der Stadterweiterung, baugeschichtliche Relevanz. Viergeschossiger und fünfachsiger Putz-Klinker-Bau, Erdgeschoss roter Klinker, Eingang linke Seite, zentraler Rechteckerker über drei Geschosse mit Putz, weißglasierte Ziegel im Obergeschoss, orange Klinker im Erdgeschoss, Dachaufbau verändert, Fassadengestaltung mit Betonzierelementen. | 09245861 |
|                                         | Mietshaus in geschlossener Bebauung | Siegener Straße 17 (Karte)                | 1905                           | Späthistoristische Fassadengestaltung, baugeschichtlöich von Bedeutung. Viergeschossiger Putzbau auf hohem Sockelgeschoss, Erdgeschoss mit Rundbogenfenstern, Eingang links, über Erdgeschoss Gurtgesims, in der Mittelachse zweigeschossiger, über dem Erdgeschoss ansetzender Rechteckerker mit flachem Gebälk, Symmetrie aufgehoben durch Fachwerk-Dachgiebel über den beiden rechten Achsen. | 09245845 |
|                                         | Mietshaus in jetzt halboffener Bebauung | Siegener Straße 19 (Karte)                | 1904                           | Späthistoristische Fassadendekoration, baugeschichtlich relevant. Viergeschossige Putzfassade auf hohem Sockel, Erdgeschoss bogige Öffnungen, darüber Gurtgesims, über mittigem Eingang dreigeschossiger Rechteckerker, überhöht durch Dreiecksgiebel im Dachbereich, die äußeren Achsen mit Kuppelfenstern, Betonzierelemente. | 09245846 |
|                                         | Mietshaus in geschlossener Bebauung | Siegener Straße 20 (Karte)                | 1904                           | Späthistoristischer Fassadendekor, baugeschichtliche Relevanz. Viergeschossige Putzfassade, hohes Erdgeschoss (bogige Öffnungen, hoher seitlicher Eingang) endet mit Gurtgesims, darüber dreigeschossiger Polygonalerker, der mit Welscher Haube vor zentralem Fachwerk-Dreiecksgiebel endet, die Obergeschosse durch Kolossallisenen gegliedert. | 09245860 |
|                                         | Mietshaus in geschlossener Bebauung | Siegener Straße 22 (Karte)                | 1907                           | Historisierende Fassade, Teil eines geschlossenen Straßenzuges, baugeschichtliche Relevanz. Viergeschossiger und sechsachsiger Putzbau, hohes Erdgeschoss mit Rundbogenöffnungen, Putznutung, Eingang links aus der Mitte gerückt und mit Stuckkartusche bekrönt, über Erdgeschoss Gurtgesims, die drei Obergeschosse mit gerade verdachten Öffnungen, dazwischen Putz-Stuck-Ornamentfelder, über den rechten beiden Achsen Dachausbau mit Schweifgiebel. | 09245859 |
|                                         | Mietshaus in jetzt halboffener Bebauung | Siegener Straße 24 (Karte)                | 1907                           | Historisierende Fassade, baugeschichtliche Bedeutung. Viergeschossiger Putzbau, vier Achsen, im Erdgeschoss Putznutung, hier Rundbogenfenster, Eingang links mit barockisierendem Oberlicht, die Obergeschosse mit leicht hervortretendem Mittelrisalit mit Lisenen, Zwerchgiebel mit Voluten. | 09245858 |
|                                         | Mietshaus in geschlossener Bebauung | Siegener Straße 26 (Karte)                | Um 1903                        | Späthistoristische Fassade, Teil eines geschlossenen Straßenzuges, baugeschichtliche Relevanz. Viergeschossiger Putzbau auf hohem Sockel, Erdgeschoss mit bogigen Öffnungen, hier Putz verändert, die Obergeschosse mit Putz-Stuck-Ornamantfeldern (Kartuschen, Girlanden), in der Mittelachse dreigeschossiger Polygonerker, darüber Dreiecksgiebel im Dachbereich (verändert). | 09245854 |
|                                         | Mietshaus in geschlossener Bebauung | Siegener Straße 28 (Karte)                | 1903–1904                      | Historisierende Fassade, baugeschichtliche Bedeutung. Viergeschossiger Putz-Klinker-Bau mit hohem Sockelgeschoss, Erdgeschoss mit Putznutung, großer seitlicher Eingang, zentraler polygonaler Erker über drei Geschosse, hinterfangen von Giebel im Dachbereich (mit Datierung), die Obergeschosse gelber Klinker, Zierelemente Beton. | 09245853 |
|                                         | Mietshaus in Ecklage in geschlossener Bebauung | Siegener Straße 29 (Karte)                | 1905                           | Historisierende Fassade der Stadterweiterung, von baugeschichtlicher Bedeutung. Viergeschossiger Bau mit schlichter Putzfassade, das Erdgeschoss Putznutung, seitlicher bogiger Eingang, ein Bogenfenster an der anderen Seite, Gurtgesims trennt Erdgeschoss optisch ab, dominanter, nach oben hin im Volumen abnehmender, die Ecke betonender Erker, überhöht durch je zweiachsigen Dachaufbau, Obergeschosse Wechsel von bogigen und geraden Öffnungen, seitlich weiterer, aber flacherer Erker über drei Geschosse, sparsamer Gusssteinzierat als Bekrönung der Öffnungen, bildprägende Bedeutung. durch Platzlage. | 09245848 |
|                                         | Mietshaus in Ecklage in geschlossener Bebauung | Siegener Straße 36 (Karte)                | Um 1905                        | Repräsentatives späthistoristisches Gebäude, bildprägend und von baugeschichtlicher Relevanz. Viergeschossiger Putzbau mit genutetem Erdgeschoss auf hohem Sockel, Erdgeschoss mit bogigen, zum Teil Thermenfenstern, darüber Gurtgesims, dominanter polygonaler Eckerker über drei Geschosse, überhöht durch über der Traufe ansetzenden, zweigeschossigen Polygonalturm mit Haube und Laterne, auch die Hausseiten sind gegliedert durch jeweils zweigeschossige Polygonalerker, darüber Balkons mit Thermenfenstern und überfangende Giebel im Dachbereich, weitere gestaltende Themenfenster in den Außenachsen, ornamentale und figurale Jugendstilverzierungen, Putzstuck, Baum- und Blattmotive. | 09245852 |
|                                         | Mietshaus in jetzt halboffener Bebauung | Siegener Straße 38 (Karte)                | 1911                           | Fassade mit stilisiertem Ornament, Teil eines geschlossenen Straßenzuges, baugeschichtliche Relevanz. Viergeschossiger Putzbau mit sechs Achsen, zentraler Eingang mit Sprenggiebel, darüber leicht hervortretender Mittelerker mit segmentbogenförmigem Grundriss und Kuppelfenstern über drei Geschosse, das Obergeschoss durch Gurtgesims optisch abgetrennt, Zwerchgiebel über drei Achsen, schöne originale Haustür. | 09245851 |
|                                         | Mietshaus in geschlossener Bebauung | Siegener Straße 40 (Karte)                | 1907                           | Teil eines geschlossenen Straßenzuges, baugeschichtliche Relevanz. Putzfassade, viergeschossig, sechs Achsen, zentraler rundbogiger Eingang, flache Fassade, die die Verzierungen über den Öffnungen des ersten Obergeschosses umso deutlicher hervortreten lässt: Gurtgesims mit Bogenstellung über den zentralen beiden Achsen, im Bogen neobarocke Stuckkartuschen, die anderen Fenster sehr einfach mit hellem Putz abgeschlossen, im Erdgeschoss ganz ohne Rahmung, zwei kleine Dachaufbauten an den Seiten, möglicherweise Reduktion des Erscheinungsbildes. 1907 erbaut der Plauener Architekt Curt Buchheim das Miethaus Siegener Straße 40. Er war damals zugleich Bauherr des Hauses. Der repräsentative Putzbau mit zeittypischer Fassadendekoration ähnelt in seiner Gestaltung der Nachbarbebauung im Straßenzug. Der Hauseingang des viergeschossigen Mietshauses befindet sich in der Mitte der Traufseite fast auf gleicher Ebene wie das sehr hohe Kellergeschoss. Wie üblich wurde das erste Obergeschoss gestalterisch hervorgehoben. Auch wenn die Fenster und die Haustür nicht original erhalten blieben, kann man von einem guten Originalzustand des Hauses sprechen, welches repräsentativ für die um 1900 weit verbreitete sogenannte „Baumeisterarchitektur“ ist. Das Gebäude erlangt hierdurch einen baugeschichtlichen Wert. | 09245850 |
|                                         | Villa mit Einfriedung | Straßberger Straße 64 (Karte)             | 1897                           | Repräsentativer Neorenaissancebau, u. a. baugeschichtliche Bedeutung. Zweigeschossiger roter Klinkerbau auf hohem Sockel, mit Sandsteinelementen, das steile Pyramidendach von großen Dachausbauten mit kleinteiligem Ornament eingeschnitten: schauseitig je ein mehrstöckiger Renaissancegiebel (darunter Erker bzw. Balkon), zahlreiche Bekrönungen in Form von Obelisken und Figur, zur Gartenseite schräg gestellter zweigeschossiger Rechteckerker (Inschrift: „Trautes heim Glück allein“) mit Welscher Haube, hölzerne, reich verzierte Veranda über Eingang, schöne Eingangstür, Fenstergewände profiliert mit sich überkreuzenden Rundstäben, Einfriedung: Polygonmauerwerk mit schmiedeeisernem Zaun und Klinkerpfeilern. | 09245792 |
| Weitere Bilder                          | Wohnhaus in halboffener Bebauung und ehemaliges Bedienstetenwohnhaus mit Garage sowie Toreinfahrt an der Straßberger Straße und Böschungsmauer im Garten vor Nr. 73 | Straßberger Straße 73, 75, 75a (Karte)    | 1894                           | In mehreren Bauabschnitten errichtetes Architekturensemble von baugeschichtlicher Relevanz. Von zwei verschiedenen Baumeistern, mehrgeschossig, in verschiedenen Bauetappen errichtet, Anbau mehrerer Flügel, wichtig für Ortsbild durch dominante Lage, waagerechte Fensterverdachung vorwiegend aufgeputzt. Hauptbau dreigeschossig, Bauphasen Ende 19. Jahrhundert. Büroanbau der ehemaligen Baumeister ohne Denkmalwert. Zwischenbau mit Durchgang Denkmal. Anbau auch aufgeputzte Architekturgliederung, Lisenen, Gesims, Sohlbänke zumeist gestützt durch volutenartige Kragsteine. Seitengebäude: Bedienstetenwohnhaus mit Garage, Walmdach, zweigeschossig. | 09246313 |
| Weitere Bilder                          | Villa mit Resten der originalen Einfriedung, halboffene Bebauung | Straßberger Straße 76 (Karte)             | 1885                           | Architektonisch aufwendig gestaltetes Gebäude des Historismus, von baugeschichtlicher Bedeutung. Dreigeschossiger oranger Klinkerbau auf unregelmäßigem Grundriss, zwei Neorenaissance-Schauseiten, die jeweils in einem geschweiften und bekrönten Dachgiebel kulminieren und durch eine zweigeschossige Holzveranda auf einer (Eingangs-)loggia verbunden sind, straßenseitig polygonaler Erker (Altan) über zwei Etagen, darüber Balkon und Thermenfenster, weiteres Dachtürmchen neben straßenseitigem Giebel, Fensterbekrönungen und Schmuckfelder Werkstein (Gussstein?), aufwendige Einfriedung. 1885 erbautes villenartiges Wohnhaus, Teil eines Doppelwohnhauses. Das äußere Erscheinungsbild des Hauses wird geprägt durch die Klinkerfassade (orangegelber Klinker), eine abwechslungsreiche Fassadengliederung mit Vor- und Rücksprüngen, einem polygonalen Standerker über zwei Etagen, einem Wintergartenanbau aus Holz, dem halbrunden Ecktürmchen in Verbindung mit einem aufwendig bekröntem Dacherker, verzierten Fenstereinfassungen und Werksteinreliefs unter den Fenstern. Zum Zeitpunkt der Erfassung waren die Haustür und die Fenster noch original erhalten. Zum Haus gehört eine Einfriedung mit klinkerverblendeten Zaunpfeilern und Natursteinzaunsfeldern. Zum Haus führt eine Treppe. Bemerkenswert ist der sehr gute Erhaltungszustand. In den letzten Jahren erfolgte eine Restaurierung nach Originalbefund. Die architektonische Qualität des Hauses begründet den baukünstlerischen Wert. Auf Grund seiner Authentizität erlangt das Gebäude auch baugeschichtliche Bedeutung.                       | 09245794 |
|                                         | Mietshaus in geschlossener Bebauung | Straßberger Straße 78 (Karte)             | 1885                           | Qualitätvolle Neorenaissancefassade, baufgeschichtliche Bedeutung. Dreigeschossiger Putzbau von fünf Achsen, Putznutung im Erdgeschoss, darüber Gurtgesims, regelmäßiges Wand-Öffnungs-Verhältnis und Geschossgestaltung, waagerechte Fensterverdachungen, im ersten Obergeschoss leicht durch Dreieckgiebelchen gesteigert, über leicht vorspringender Traufe Satteldach mit drei stehenden Gaupen. | 09245795 |
|                                         | Villa mit Einfriedung | Straßberger Straße 83 (Karte)             | 1899                           | Aufwendiger Eklektizismus der vorletzten Jahrhundertwende, u. a. baugeschichtliche Bedeutung. Zweigeschossiger Putzbau mit Walmdach, unregelmäßiger Grundriss durch Türme, Risalite und andere An- und Ausbauten, Straßenseite durch Risalit mit mächtigem, über das Dach noch hinausragenden, bekrönten Schweif/-Treppengiebel mit figürlichen Reliefs und gotischen Zitaten, „mittelalterlich“ auch Wasserspeier, starke Akzente setzen auch ein polygonaler Eckturm mit Welscher Haube und ein turmartiger Ausbau auf der gegenüber liegenden Eingangsseite (Ädikula mit Hl. Georg), überdachter Eingang rechts mit Freitreppe, zwischen den Ausbauten Balkons und Loggien, auf Traufebene an verschiedenen Stellen des Gebäudes Zierfachwerk, schöne Einfriedung mit Klinkern und glasierten Ziegeln, geschwungenes schmiedeeisernes Gitter. | 09245791 |
|                                         | Villa | Straßberger Straße 85 (Karte)             | 1883                           | Gründerzeitlicher Historismus, u. a. baugeschichtliche Bedeutung, bildprägend. Putzfassade, zweigeschossig, auf hohem Sockelgeschoss Putznutung im Erdgeschoss, Eckrustika zum Teil ins Obergeschoss reichend, reich verzierte Fenstergewände mit Pilastern und Gebälk, Fensterbrüstungen mit Zierelementen, eine Hausecke abgeschrägt und mit Türmchen überhöht, nach Osten mächtiger zweigeschossiger hölzerner Wintergarten - Ausbau mit reicher Verzierung. | 09245793 |
|                                         | Häuserzeile, bestehend aus fünf Mietshäusern, mit Vorgärten und Einfriedungsmauern                                                                                  | Straßberger Straße 86,88,90,92,94 (Karte) | 1926                           | Zeittypische, geschlossen erhaltene, in ihren fünf Einheiten gleich gestaltete Häuserzeile, baugeschichtlich und ortsentwicklungsgeschichtlich von Bedeutung. Viergeschossige Putzbauzeile gleicher Gestaltung, die beiden äußeren Gebäude risalitartig („neobarock“) etwas hervorspringend, die Erdgeschoss durch Gurtgesimse optisch von den Obergeschossen abgetrennt, die mittleren vier Achsen jeweils durch Konsolgesims zusammengefasst, die beiden äußeren allein stehend und mit etwas größeren Öffnungen, Eingänge mit kleinem, spitz zulaufendem Vorhäuschen, rote Satteldächer, über den Eckrisalitbauten Walmdächer, zahlreiche Walmdachgaupen verschiedener Größe, Nummer 86 mit zeittypischer, recht schlichter Plastik, zeittypische Wohnhausbebauung der 1920er Jahre. | 09245797 |
|                                         | Einfriedung, ursprünglich zu einer Villa gehörend | Straßberger Straße 103 (Karte)            | 1896                           | Baugeschichtliche Relevanz, aufwendig gestalteter schmiedeeiserner Zaun mit reicher Verzierung | 09245796 |
|                                         | Villa mit Garten | Straßberger Straße 107 (Karte)            | 1896                           | Historismus im Sinne der Neorenaissance, u. a. baugeschichtliche Bedeutung. Gebäude auf annähernd quadratischen Grundriss, Sockel Bossenquader, zweigeschossige hellrote Klinkerfassade mit schwarz glasierten Ziegeln als Zierelement an der Ecken, einachsiger Mittelrisalit mit Übergiebelung, die das profilierte Traufgesims unterbricht, darin auch das Obergeschoss-Fenster, rechts und links jeweils gekuppelte schmalere Fenster, axial verbunden durch Putzelemente (Bögen oder Gebälk über den Fenstern, darin Fächer u. a.). Garten stark verwildert (2008), Reste der Wegeführung erkennbar, Geländer unterhalb des Hauses und Großgrün erhalten. 1896 vom Plauener Architekten Brandt für Richard Zöbisch erbaute Villa. Zur Villa gehört ein Garten mit Resten der ursprünglichen Wegeführung und Teilen des Großgrüns. Die Villa ist ein zeittypischer, baukünstlerisch anspruchsvoll gestalteter Klinkerbau mit Mittelrisalit und aufwendigem Bauschmuck aus Sandstein bzw. Betonwerksteinen. Bemerkenswert ist der gute Originalzustand des Bauwerks zum Zeitpunkt der Denkmalausweisung. Sogar die Fenster und die die Haustür sowie die Dachaufbauten waren erhalten. Das Bauwerk steht in einem Gebiet mit aufgelockerter Bebauung und symbolisiert bürgerliches Wohnen im ausgehenden 19. Jahrhundert in Plauen eindrucksvoll. Der Denkmalwert ergibt sich vor allem aus der baugeschichtlichen und baukünstlerischen Bedeutung des Hauses. Der Garten ist ein integraler Bestandteil von Villen des 19. und 20. Jahrhunderts, so auch bei dieser Villa.                                                           | 09245798 |
|                                         | Villa und Garten mit Grotte und kleiner Brücke | Straßberger Straße 109 (Karte)            | 1895                           | Historisierend, aber bereits mit Landhausstilelementen, baugeschichtliche Bedeutung. - Villa: zweigeschossige rote Klinkerfassade auf Sockel aus Polygonalmauerwerk, die Geschosse optisch durch Gurtgesims getrennt, Mittelrisalite (Erdgeschoss mit Triplefenster) mit hölzernem Giebel mit geschwungenem Leergespärre, Veranda ebenfalls aus Holz, ursprünglich im Besitz der Familie Hartenstein - Garten: stark verwildert, Gestaltung nur in Teilbereichen erhalten, bemerkenswert ist die ungewöhnlich große Grotte unterhalb des Hauses und eine kleine Brücke nahe der Grotte mit verziertem Eisengeländer | 09245799 |
|                                         | Mietshaus in geschlossener Bebauung | Trockentalstraße 14 (Karte)               | 1894                           | Zeittypische historisierende Fassade, baugeschichtliche Bedeutung (irrtümlich als Moritzstraße 14 in der offiziellen Denkmalliste). Dreigeschossig und 6achsig, rote Klinkerfassade, Erdgeschoss mit Segmentbogenöffnungen, eingezogener Eingang rechts, originale Haustür mit Oberlicht, Gurtgesims trennt Erdgeschoss optisch ab, die beiden Obergeschosse mit standardisierten Putz-Stuck-Fensterbekrönungen, zentrales zweiachsiges Dachhaus mit Lisenen und Bekrönung durch Dreieckgiebel. | 09245933 |
|                                         | Mietshaus in geschlossener Bebauung | Trockentalstraße 16 (Karte)               | 1895                           | Zeittypische historisierende Fassade, baugeschichtliche Bedeutung (irrtümlich als Moritzstraße 16 in der offiziellen Denkmalliste). Dreigeschossig und fünfachsig, orange Klinkerfassade, originale schöne Haustür mit Gittern rechts, Erdgeschoss mit Rundbogenöffnungen, Gurtgesims trennt Erdgeschoss optisch ab, erstes Obergeschoss mit vergleichsweise aufwendigen Stuckbekrönungen, profiliertes Traufgesims, fünf kleine stehende Gaupen. | 09245801 |
|                                         | Mietshaus in Ecklage und in offener Bebauung | Trockentalstraße 50 (Karte)               | 1896                           | Zeitgenössische historisierende Fassade der Stadterweiterungszeit, baugeschichtliche Bedeutung. Dreigeschossiger gelber Klinkerbau in Ecklage, mit porphyrfarbenen Gussstein-Gestaltungselelementen (Fensterrahmungen, Erker mit Balkon im ersten Obergeschoss der schräg gestellten Eckachse) rechte Haushälfte zusätzlich mit dunkelrot glasierten Steinen, Eckbetonung zusätzlich durch je einen bekrönten Dachgiebel. | 09245790 |
|                                         | Mietshaus in halboffener Bebauung | Wildstraße 6 (Karte)                      | 1905                           | Übergang vom Historismus zu Reformstil, baugeschichtliche Bedeutung. Dreigeschossiger Putzbau auf rustiziertem Sockel, seitlicher Eingang mit neobarocker Stuckbekrönung, Gliederung und Aufhebung der Symmetrie sowohl durch flachen (und mit Dachhäubchen mit Pagodendach bekröntem) Erker/Risalit in der zweiten Achse als auch durch Eckrisalit mit kleinem Erker und zusätzlichem Geschoss mit Krüppelwalmdach als fünfter Achse, zweites Obergeschoss durch Zierfachwerk betont, kleine zentrale segmentbogige Gaupe, Gestaltung bezieht Nachbarhaus mit ein. | 09246273 |
|                                         | Mietshaus in geschlossener Bebauung | Wildstraße 8 (Karte)                      | 1905                           | Übergang vom Historismus zu Reformstil, baugeschichtliche Bedeutung. Dreigeschossiger Bau mit Kammzugputz, rustikale Sockelzone, dreigeschossiger polygonaler, ins Dachgeschoss mit Pyramidenhaube hineinragender Erker, Zierfachwerk am Erker und an der rechten Achse des zweiten Obergeschosses (z. B. gedrehte Stäbe), Haustür hervorgehoben durch barockisierende Natursteineinfassung (ornamentale Verzierungen), Zierfries unter drittem Obergeschoss, Gebäude in der Gestaltung, bereits im Sinne des Reformstils, aufs Nachbargebäude bezogen. | 09246272 |

## Tabellenlegende
- Bild: Bild des Kulturdenkmals, ggf. zusätzlich mit einem Link zu weiteren Fotos des Kulturdenkmals im Medienarchiv Wikimedia Commons. Wenn man auf das Kamerasymbol klickt, können Fotos zu Kulturdenkmalen aus dieser Liste hochgeladen werden:
- Bezeichnung: Denkmalgeschützte Objekte und ggf. Bauwerksname des Kulturdenkmals
- Lage: Straßenname und Hausnummer oder Flurstücknummer des Kulturdenkmals. Die Grundsortierung der Liste erfolgt nach dieser Adresse. Der Link (Karte) führt zu verschiedenen Kartendiensten mit der Position des Kulturdenkmals. Fehlt dieser Link, wurden die Koordinaten noch nicht eingetragen. Sind diese bekannt, können sie über ein Tool mit einer Kartenansicht einfach nachgetragen werden. In dieser Kartenansicht sind Kulturdenkmale ohne Koordinaten mit einem roten bzw. orangen Marker dargestellt und können durch Verschieben auf die richtige Position in der Karte mit Koordinaten versehen werden. Kulturdenkmale ohne Bild sind an einem blauen bzw. roten Marker erkennbar.
- Datierung: Baubeginn, Fertigstellung, Datum der Erstnennung oder grobe zeitliche Einordnung entsprechend des Eintrags in der sächsischen Denkmaldatenbank
- Beschreibung: Kurzcharakteristik des Kulturdenkmals entsprechend des Eintrags in der sächsischen Denkmaldatenbank, ggf. ergänzt durch die dort nur selten veröffentlichten Erfassungstexte oder zusätzliche Informationen
- ID: Vom Landesamt für Denkmalpflege Sachsen vergebene, das Kulturdenkmal eindeutig identifizierende Objekt-Nummer. Der Link führt zum PDF-Denkmaldokument des Landesamtes für Denkmalpflege Sachsen. Bei ehemaligen Kulturdenkmalen können die Objektnummern unbekannt sein und deshalb fehlen bzw. die Links von aus der Datenbank entfernten Objektnummern ins Leere führen. Ein ggf. vorhandenes Icon  führt zu den Angaben des Kulturdenkmals bei Wikidata.

## Ausführliche Denkmaltexte
1. ↑  Geschichte des Diesterweg-Gymnasiums:
1909 bis 1911 in zwei Bauetappen nach Plänen des Plauener Stadtbauamtes erbaut. 1911 eröffnet als „2. Höhere Bürgerschule“. Der erste Bauabschnitt umfasste 30 Klassenzimmer, zwei Kombinationszimmer, Fachräume für Physik, Zeichnen und Handarbeitsräume, weiterhin verschiedene Funktionsräume. Seit Ostern 1912 war im Schulgebäude auch die „Höhere Mädchenschule“ untergebracht. 1913/14 wurde schließlich der zweite Gebäudeteil fertiggestellt. Durch diese Erweiterung kamen noch 12 Schulräume hinzu. Infolge des Erlasses des sächsischen Übergangsgesetztes für Volksschulen vom 22. Juli 1919 „...verlor die Schule ihren gehobenen Status“. Damit wurde sie den Volksschulen gleichgestellt und erhielt die neue Bezeichnung „16. Bürgerschule“. 1920 erhielt die Schule den Namen „des bedeutenden deutschen Pädagogen Friedrich Adolph Wilhelm Diesterweg“ verliehen. 1945 wurde die Schule durch zwei Bombentreffer stark beschädigt. Anschließender Wiederaufbau. Der Schulbetrieb konnte bereits am 1. Oktober 1945 wieder aufgenommen werden. Nachfolgend zahlreiche Namensänderungen. 1998 umfassende Sanierung mit Reduktion der originalen Innenausstattung. Zeitgleich mit der Schule entstand die Schulturnhalle, die auch von der gegenüberliegenden Dittesschule genutzt wird. Die Diesterweg-Schule war ein für ihre Entstehungszeit modernes Gebäude.